# Зарубино (Бурятия)
Зару́бино — село в Джидинском районе Бурятии. Входит в сельское поселение «Дырестуйское».

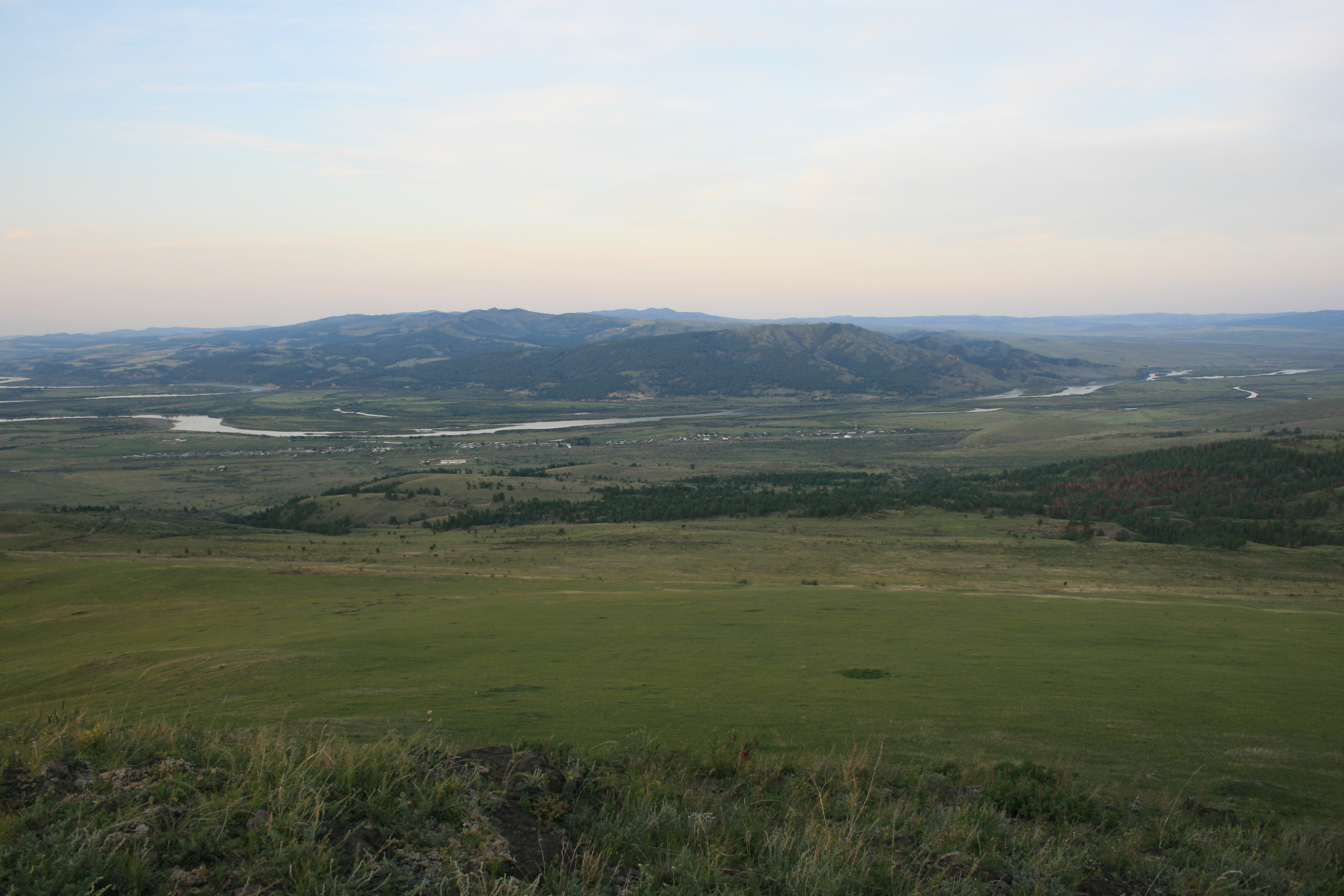
Окрестности села Зарубино, вид с вершины горы Хараты

## География
Расположено в 69 км к востоку от райцентра, села Петропавловка, в 13 км к юго-востоку от центра сельского поселения, улуса Дырестуй, на левом берегу Селенги. В 6 км севернее протекает река Джида. На южной окраине села находится станция Хужир Восточно-Сибирской железной дороги. Протяженность села — 2 км. Две улицы — Ульянова и Новая.

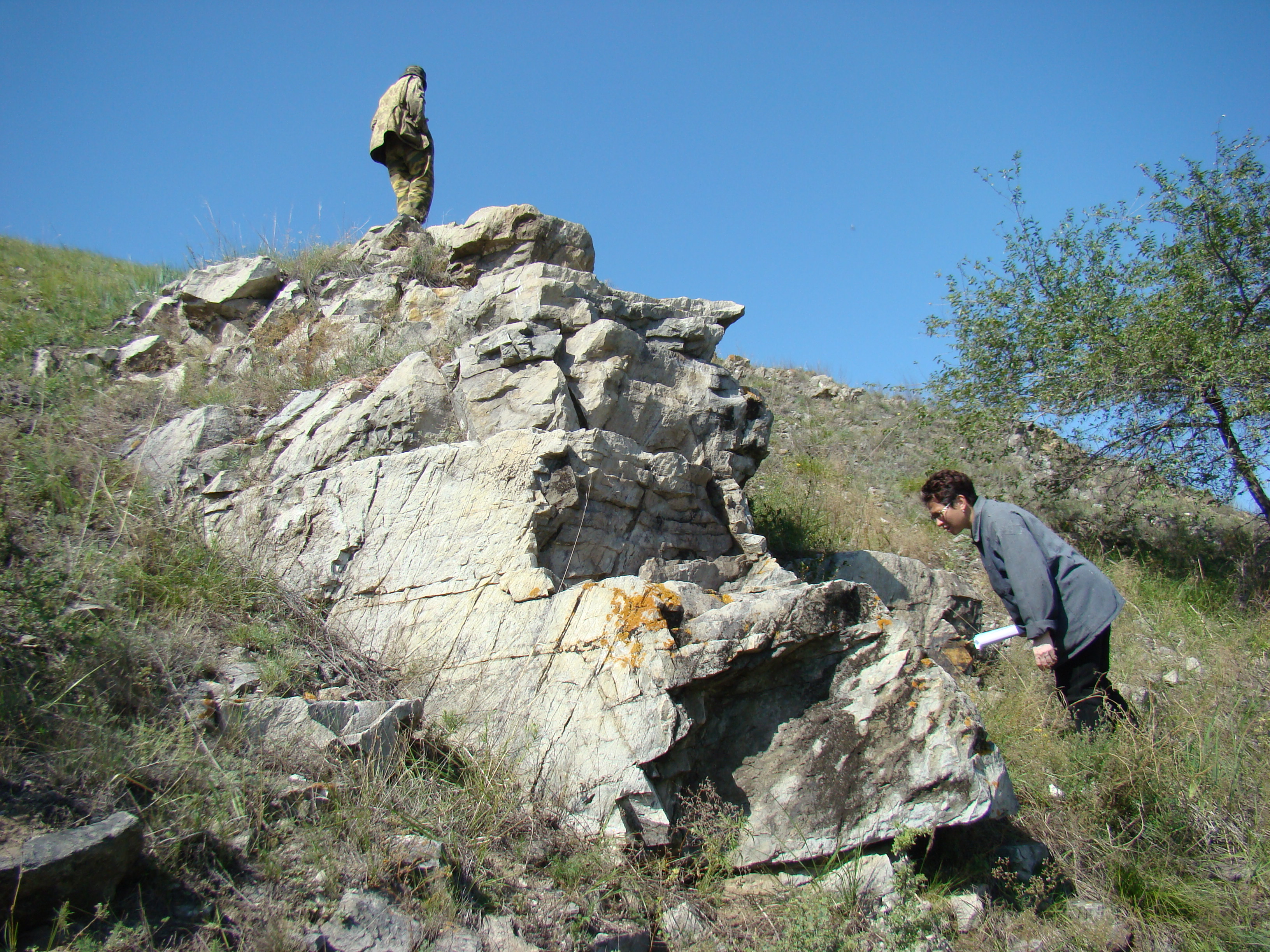
Руководитель библиотеки Татьяна Зарубина проводит для журналистов археологическую экскурсию на горе Бага-Заря

## История
Основание села
По распространенной среди старожилов гипотезе, село основано в XVIII веке ссыльным из Санкт-Петербурга по фамилии Зарубин, которому понравились здешние места. Женился он на кочевой девушке-бурятке. Родились сыновья — Иннокентий, Семён, Андрей. Так начался джидинский род Зарубиных.
Много пришлого народа скиталось по Руси в поисках хороших земель. Сюда забрели и два бывалых мужика Волков и Лазарев. Остались здесь. Так образовалась деревня, в основе которой три коренные фамилии — Зарубины, Волковы, Лазаревы.
Время основания села не установлено. Скорее всего, оно было создано либо в период постройки Селенгинского острога в 1660-х годах, либо в первой четверти XVIII века, когда вдоль границы с Китаем устанавливались пограничные караулы, либо в середине XVIII века, во времена активизации русско-китайской торговли в районе Кяхты.
Селенгинский острог был возведен в 1665 году и располагался в 80 верстах от местности, в которой сейчас находятся границы современного села Зарубино. В то время окрестности острога активно заселялись русскими казаками и крестьянами.
В первой четверти XVIII века в Западном Забайкалье начала обозначаться пограничная линия с Китаем. Были учреждены караулы Желтуринский, Боцийский, Цаган-Усунский. Строились небольшие зимовья в долинах рек Джида, Селенга, Кяхта и Чикой.
После подписания в 1727 году Буринского договора (трактата), установившего государственную границу между Россией и Китаем в районе Забайкалья и Алтайских гор, вдоль всей пограничной линии были установлены 87 маяков (63 — к востоку от Кяхты, 24 — к западу). 3-й маяк охраняли казаки Дюрбенского хутора.
Пока устанавливается точная дата основания Зарубино, можно считать временем создания села 1728 год, когда был официально учрежден графом С. Л. Рагузинским Цаган-Усунский караул, включающий в себя хутор в местности Дюрбены, входящей в современные границы села Зарубино.

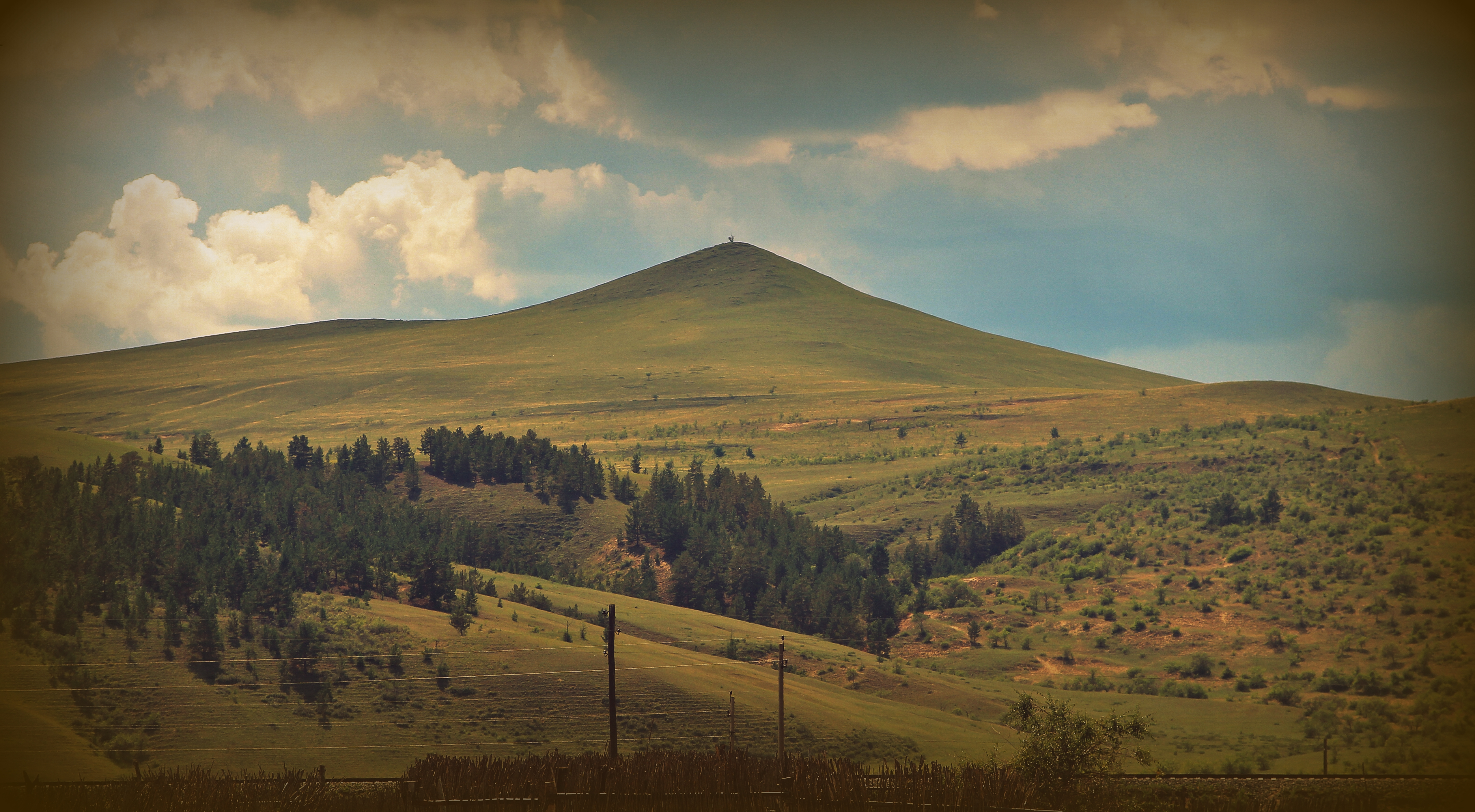
Вид на гору Хараты из села Зарубино. 2012 год

Административное устройство и демография
В соответствии с Уставом графа Сперанского 1822 года, регламентирующим общественное устройство инородцев, жители поселения Зарубина относились к категории оседлых инородцев. В эту категорию, как правило, входили православные буряты, ассимилировавшиеся с русскими. В эту же группу «так называемых инородцев» записывали и детей, родившихся в результате смешанных браков. Зачастую дети-метисы имели европейский облик, несколько похожий на тип греческий, иногда цыганский, а по замечанию некоторых исследователей, — на итальянский тип. Но это было уже не русское, а новое, отличительное население Сибири — карымы. В правовом отношении они мало чем отличались от соседних русских крестьян — их права и обязанности были равными. Особенность заключалась в том, что они наряду с кочевыми бурятами не отбывали воинской повинности, эту льготу им предоставила ещё императрица Екатерина II. Только с 1928 года мужское население села стали призывать в армию.
До 1903 года село относилось к ведомству Селенгинской степной Думы Селенгинского округа Забайкальской области. После административной реформы начала XX века и до 1918 года село называется Зарубинское, входит в Джидинский сомон Селенгинского хошуна (волости) Селенгинского уезда.
В 1852 году в селении «оседлых инородцев» Зарубинском числилось 22 дома.
Во время переписи 1916 года населённый пункт назывался селом Зарубинским и относился к Цаган-Усунской станице.
По переписи 1917 года в Зарубино (входит в состав Селенгинской инородческой волости) числилось 91 хозяйство, проживало 444 человека, из них 236 мужчин всех возрастов. Жители держали 327 голов лошадей (257 — рабочих), 512 голов крупнорогатого скота (186 — коров), 448 овец, 202 козы, 53 свиньи. Зарубинцы засевали рожью яровой 125,4 казённых десятин, пшеницей яровой 25 десятин, ячменем 0,7 десятин, овсом 13,6 десятин, гречихой 0,7 десятин. Инородцам на одну душу мужского пола полагалось 15 десятин казённой земли. Казакам землеустроительные нормы предусматривали 30 десятин на одну душу мужского пола.
С 1918 по 1920 годы село относилось к Селенгинскому аймаку. С лета 1920 года река Селенга стала государственной границей и вся её правобережная часть отошла к образовавшейся Дальне-Восточной Республике.
На 1 декабря 1922 года в селе Зарубино зарегистрировано 55 дворов с 155 жителями (80 мужского пола и 75 — женского). Расстояние до аймачного центра — села Иннокентьевское (Селендума) — 45 верст, до ближайшего города — Троицкосавска — 33 версты, до ближайшей пароходной пристани — Усть-Кяхты — 10 верст. Основное место сбыта сельскохозяйственной продукции и покупки продовольствия — Троицкосавск.
В 1925 году село Зарубино входит в Зарубинский сомон Селенгинского хошуна Троицкосавского аймака. В селе числится 56 хозяйств (35 — бурятские и ясачные, 21 — русские и прочие), проживает 303 человека (194 — буряты и ясачные, 109 — русские и прочие). Расстояние до ближайшей железнодорожной станции — 170 верст (Мысовая), до ближайшей пароходной пристани — 7 верст (Усть-Кяхта).
На 1 июня 1928 года село Зарубино входит в Усть-Кяхтинский сомонный совет Кяхтинского аймака (района).
В начале 1959 года Зарубино включили в состав Джидинского района.
Жители села до января 1932 года крестились в Богородице-Тихвинской церкви села Усть-Кяхта. Весной 1932 года храм был закрыт и перевезён по льду Селенги в Зарубино. В нём разместился сельский клуб.
Основные события, факты
Через село проходил Великий чайный путь по Удунгинскому купеческому тракту, построенному в 1870 году из Иркутска в Кяхту. Купеческие и казённые обозы, следовавшие по чайному пути, останавливались в Зарубино для отдыха и ремонта. В селе были построены заезжие избы, конные дворы, хранились запасы продовольствия и сена для проезжающих обозов. На окраине села находилась переправа через Селенгу (Еремеевский перевоз).
Пока не был упразднен купеческий тракт, зарубинцы активно занимались почтовой гоньбой, возили чиновников, ямщичили у купцов.
В 1918—1921 годах Зарубино было вовлечено в кровопролитную бойню гражданской войны. Здесь маневрировали военные части и окрестные местности часто превращались в поля сражений.
24 апреля 1918 года пароходные команды Зарубинского затона в верховьях Селенги создали красногвардейский отряд, избрали командира, помощника и секретаря, а вместе с бойцами всех насчитывалось 10 человек.
В 1918 году после падения Верхнеудинска, переправившись на левый берег Селенги, через деревню по территории Джидинского района уходила в Монголию изнуренная длительной войной 3-я Советская стрелковая дивизия. Через Зарубино в сторону Енхора проходил отряд Нестора Каландаришвили численностью приблизительно 800 человек.
Жители Зарубино пострадали от набегов банд атамана Семенова и барона Унгерна. Часть скота была заражена чумой. Ущерб был нанесен 25 хозяйствам. Было угнано 16 лошадей, взято 555 пудов сена, 204 пуда овса, 22,5 — мяса, 905 — муки, 0,2 — масла, 2 дохи, 4 пары гутулов, 1 седло, 6 одноколок, 69 комплектов упряжи, 24 овчины и 6200 рублей. Пуд мяса в то время стоил 1500 рублей, пуд муки ржаной — 400 рублей, пуд масла — 6000 рублей.
В Зарубино находился затон для зимовки речных судов. В зарубинском затоне располагались судоремонтные мастерские, включающие семь станков и один ручной меховой горн. 2 мая 1917 года рабочие затона создали профсоюз «Профессиональный союз пароходных рабочих по реке Селенга». В декабре 1923 года при затоне открылся рабочий клуб им. т. Калинина. В 1924 году мастерские были перевезены в Верхнеудинск, на базе которых в начале 1929 года был создан судоремонтный завод, который в 1965 году стал называться судостроительным
В 1930-х годах советское правительство поручило инженеру С. П. Гончарову (позже — проектировщик дороги «Иркутск — Слюдянка») отыскать оптимальный вариант трассы железной дороги к границе Монголии. Строительство дороги началось в 1937 году и в предельно короткие сроки было завершено — уже к началу 1940-х годов железная дорога «Улан-Удэ — Наушки» с продолжением на Улан-Батор была построена. В 1939 году открыли станцию Хужир, в этом же году закончили возведение моста через Селенгу. Год завершения работ отмечен каменной выкладкой цифр «1939» на горе поблизости. Строили железнодорожную магистраль военнопленные японцы и заключенные Южлага, большинство из которых были жертвами «сталинского режима» (в селе их называли «бамлаками»).
В 1931 году была образована сельскохозяйственная артель, которой присвоили имя К. Ульянова — капитана парохода «Работник», расстрелянного в 1918 году белогвардейцами (семеновцами) на берегу Селенги и там же похороненного. В селе были куроферма, свиноферма и бараны, овощеводческое хозяйство, а также пасека, кузница, а потом и электростанция. Зарубинцы также заготавливали лес. В начале 1959 года артель присоединилась к колхозу «Коммунизм», который в декабре 1959 года объединился с колхозом «Октябрь», образовав совхоз «Октябрьский». Последний просуществовал до начала 1990-х годов.
В середине 1980-х годов в окрестностях села снимали несколько эпизодов художественного фильма «Горький можжевельник».

## Население
| 1881 | 1884 | 1890 | 1893 | 1902 | 1908 | 1912 |
| ---- | ---- | ---- | ---- | ---- | ---- | ---- |
| 144  | ↗148 | ↘84  | ↗174 | ↘104 | ↗422 | ↘217 |
| 1917 | 1923 | 1925 | 2002 | 2009 | 2010 | 2012 |
| ↗444 | ↘155 | ↗303 | ↗349 | ↗362 | ↘273 | ↗308 |

Более 80 % жителей села носят фамилию Зарубин.
Характеристика населения (на 1 января 2012 года)
Всего населения, человек — 308
Количество дворов — 108
Всего хозяйств — 89
Всего семей — 120
Всего пенсионеров — 40
Ветеранов войны — 1
Ветеранов труда — 18
Труженики тыла — 5
Инвалидов — 14
Всего детей — 98

## Топонимия села

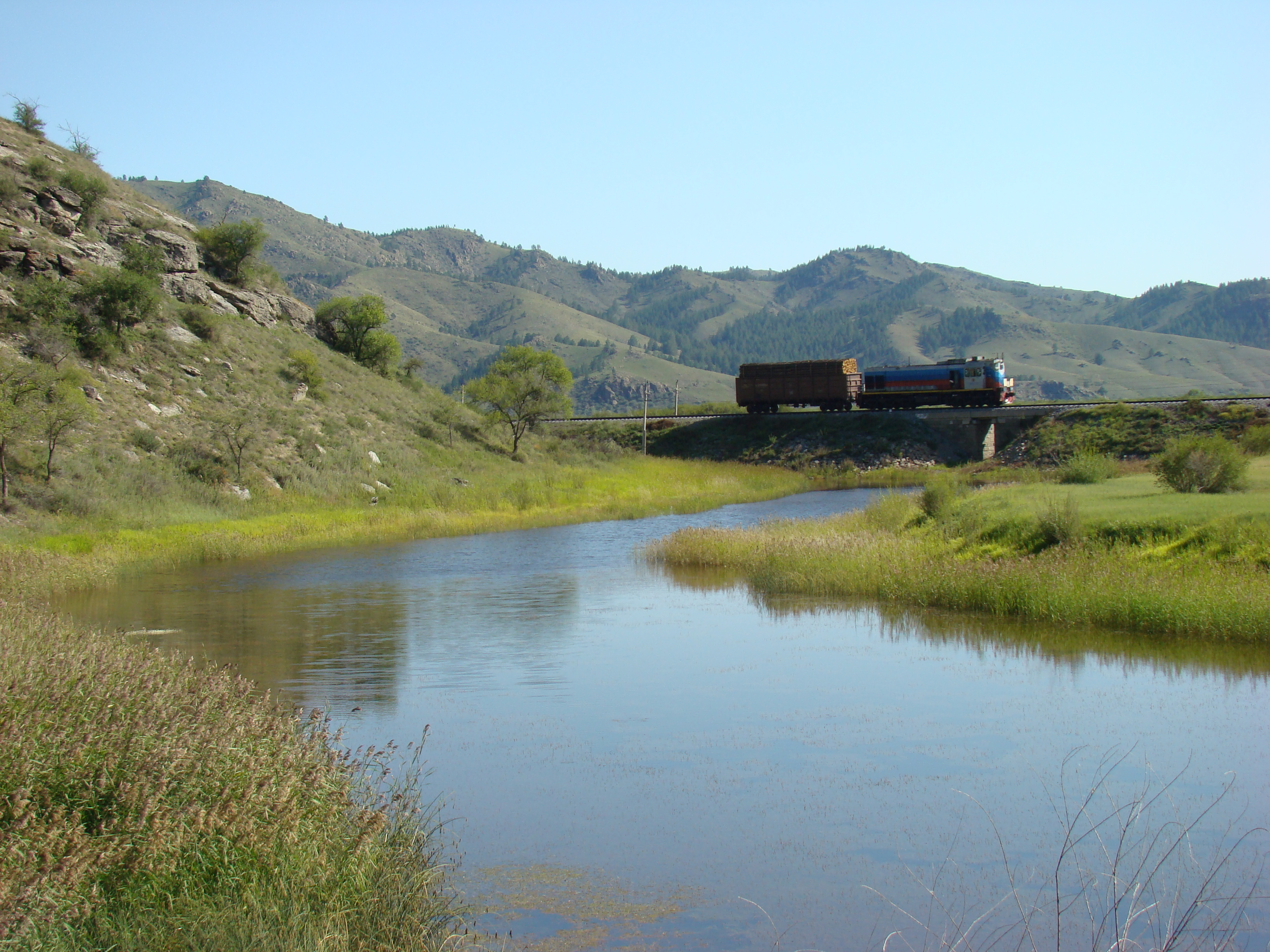
За Кривой

Бага-Заря, Банцаган, Батхан, Били, Булык, Гуджир, Дюрбены, Крестик, Кривая, Махай, Маргентуй, Мохнатка, Маюр, Морозово, Намтуй, Оргойтон, Полосовые, Сурустуй, Тельник, Тултуй, Урда-Бэе, Харанхуй, Хараты, Харгана, Цаган-Тологой, Чанда (Малая и Большая, Усть-Чанда), Шанустуй

## Транспортные коммуникации
- На южной окраине села находится станция Хужир Транссибирской железной дороги (магистральное ответвление TS-8 «Улан-Удэ — Улан-Батор»).

От ст. Хужир до Москвы — 5868 км, до Улан-Удэ — 227 км, до Иркутска — 683 км, до озера Байкал (ст. Посольская) — 344 км, до Наушек (граница с Монголией) — 29 км, до Джиды — 9 км.
- Автомобильная дорога с гравийным покрытием (до села Дырестуй, далее — с твёрдым покрытием).
- Недалеко проходит международная автомагистраль «Улан-Удэ — Кяхта — Улан-Батор»

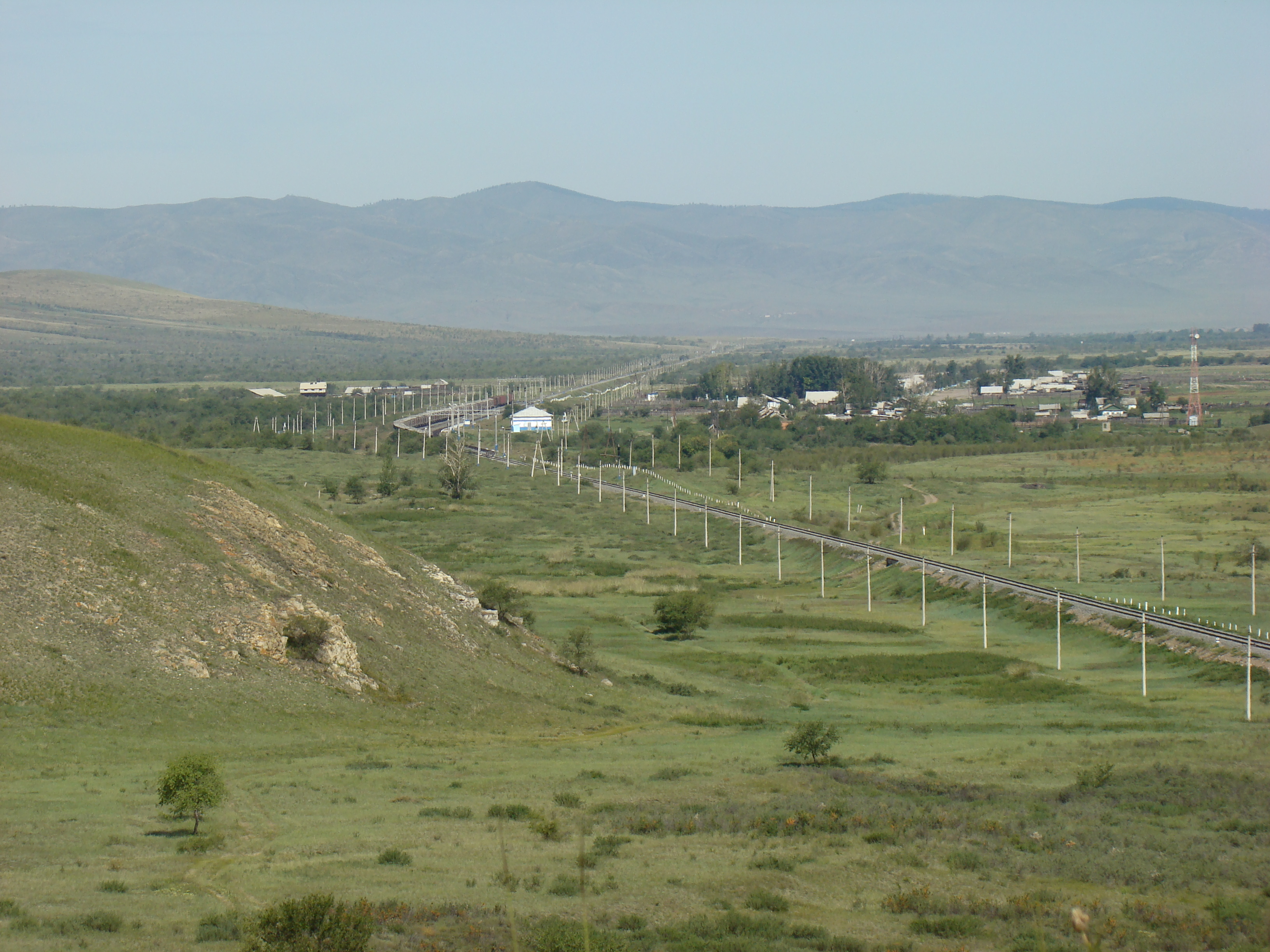
Станция Хужир, вид с горы Бага-Заря

Ближайшие населённые пункты — село Дырестуй, поселок Джида, село Ёнхор, село Цаган-Усун, село Харанхой, село Усть-Кяхта, поселок Наушки, город Кяхта.
Проезд: От железнодорожного вокзала г. Улан-Удэ ежедневно отходят пассажирские поезда «Иркутск-Наушки» (в 7 утра местного времени) и «Улан-Удэ-Наушки» (в 17.45 местного времени). Время в пути — приблизительно 5 часов.

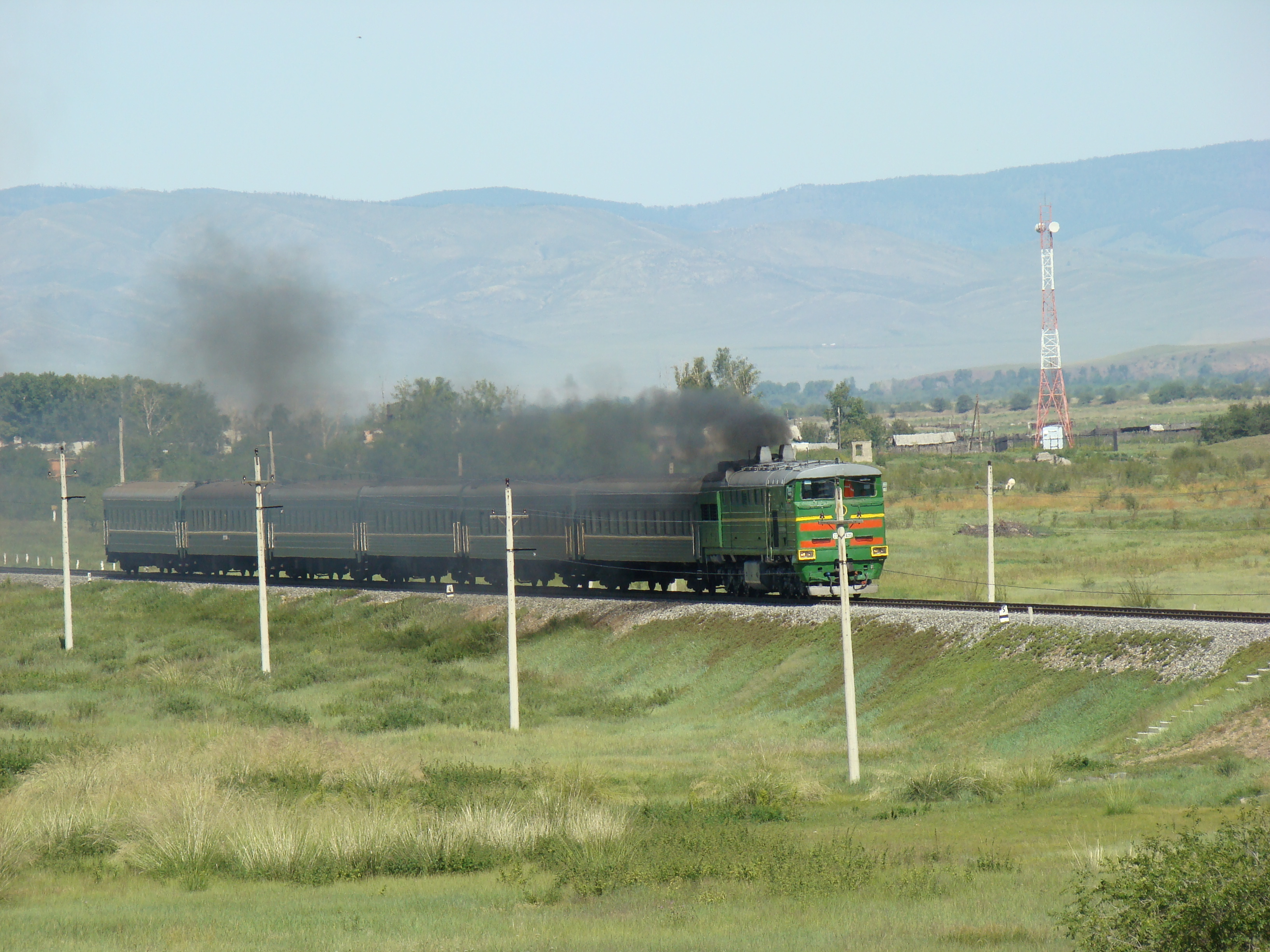
Поезд «Иркутск — Наушки» отходит от станции Хужир (с. Зарубино)

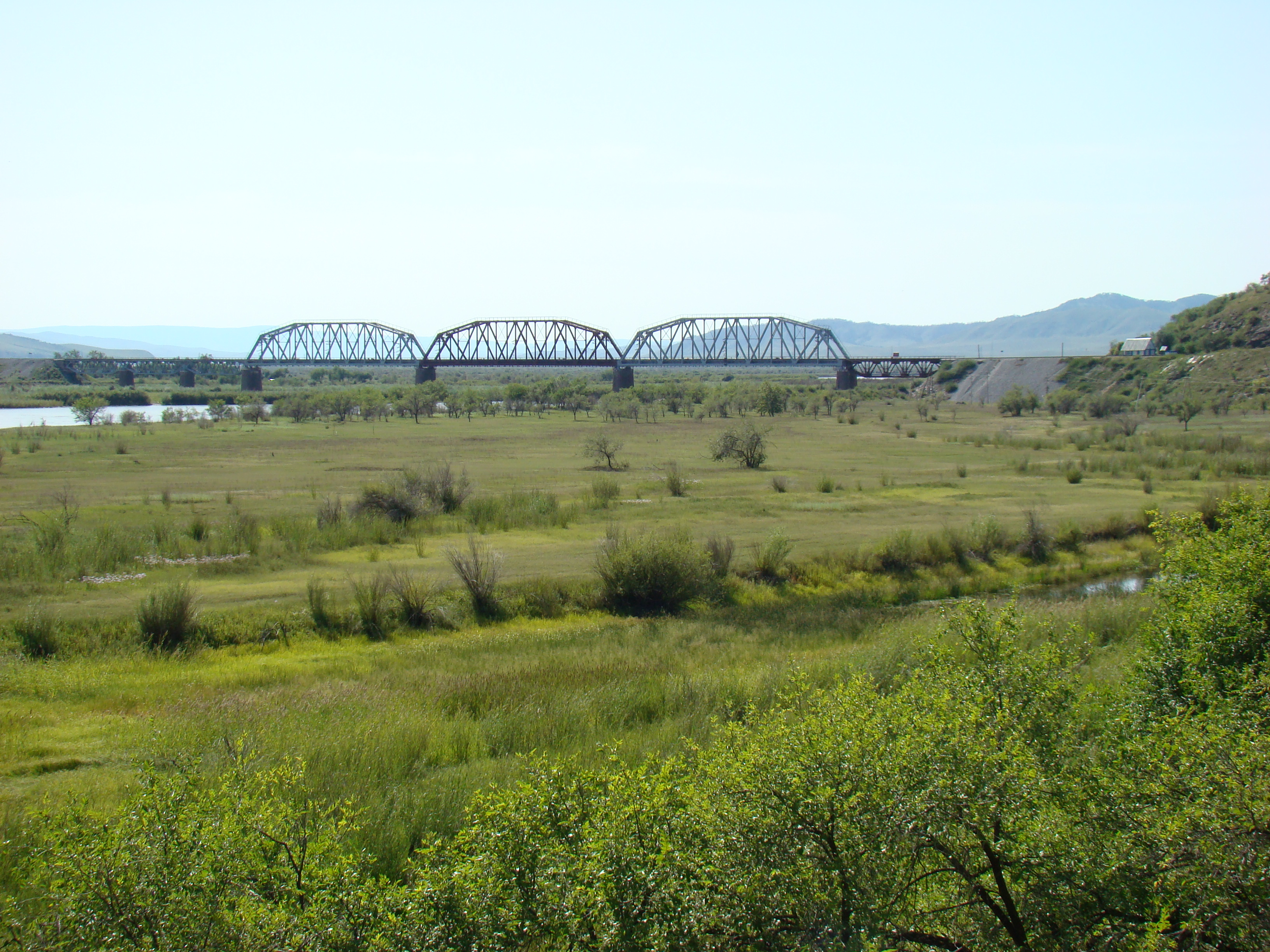
Железнодорожный мост через Селенгу между станциями Хужир и Харанхой

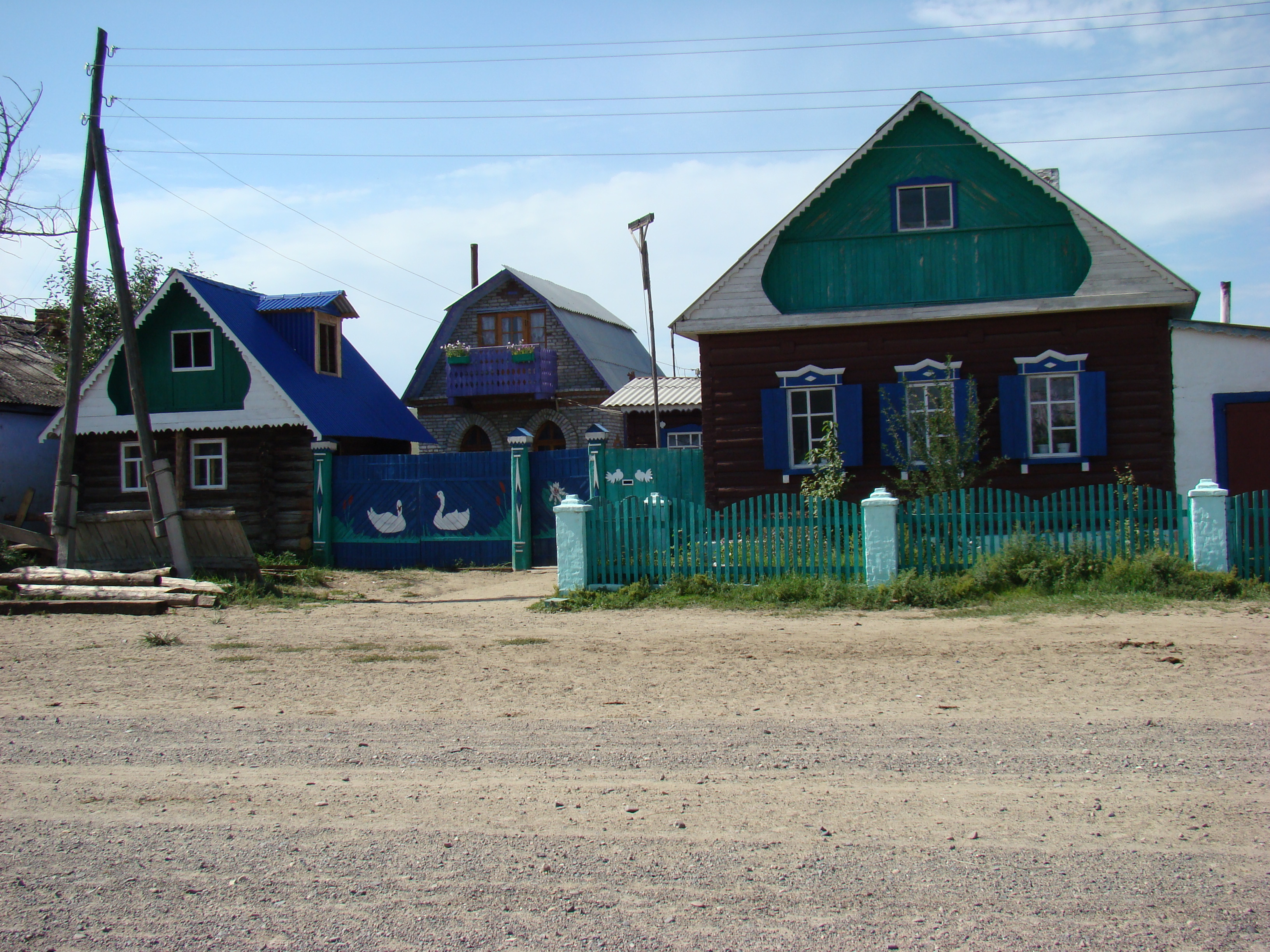
Дом семьи Решетниковых

## Социальная инфраструктура
Основная общеобразовательная школа, дом культуры, библиотека, отделение почтовой связи, котельная, фельдшерский пункт, универсальный магазин

## Связь
Операторы сотовой связи: Мегафон, МТС (в селе находится базовая станция оператора).
В здании школы установлен таксофон и работает Интернет.

## Трудовые ресурсы
Работающие — 49 чел., безработные — 121 чел..
Основные сферы деятельности сельчан — животноводство, земледелие, социальная сфера, обслуживание Восточно-Сибирской железной дороги и воинских частей в п. Джида.

## Личные подсобные хозяйства
Всего:
КРС голов — 739
Свиней — 44
Овец — 123
Лошадей — 95
Коз — 22

## Природные ресурсы

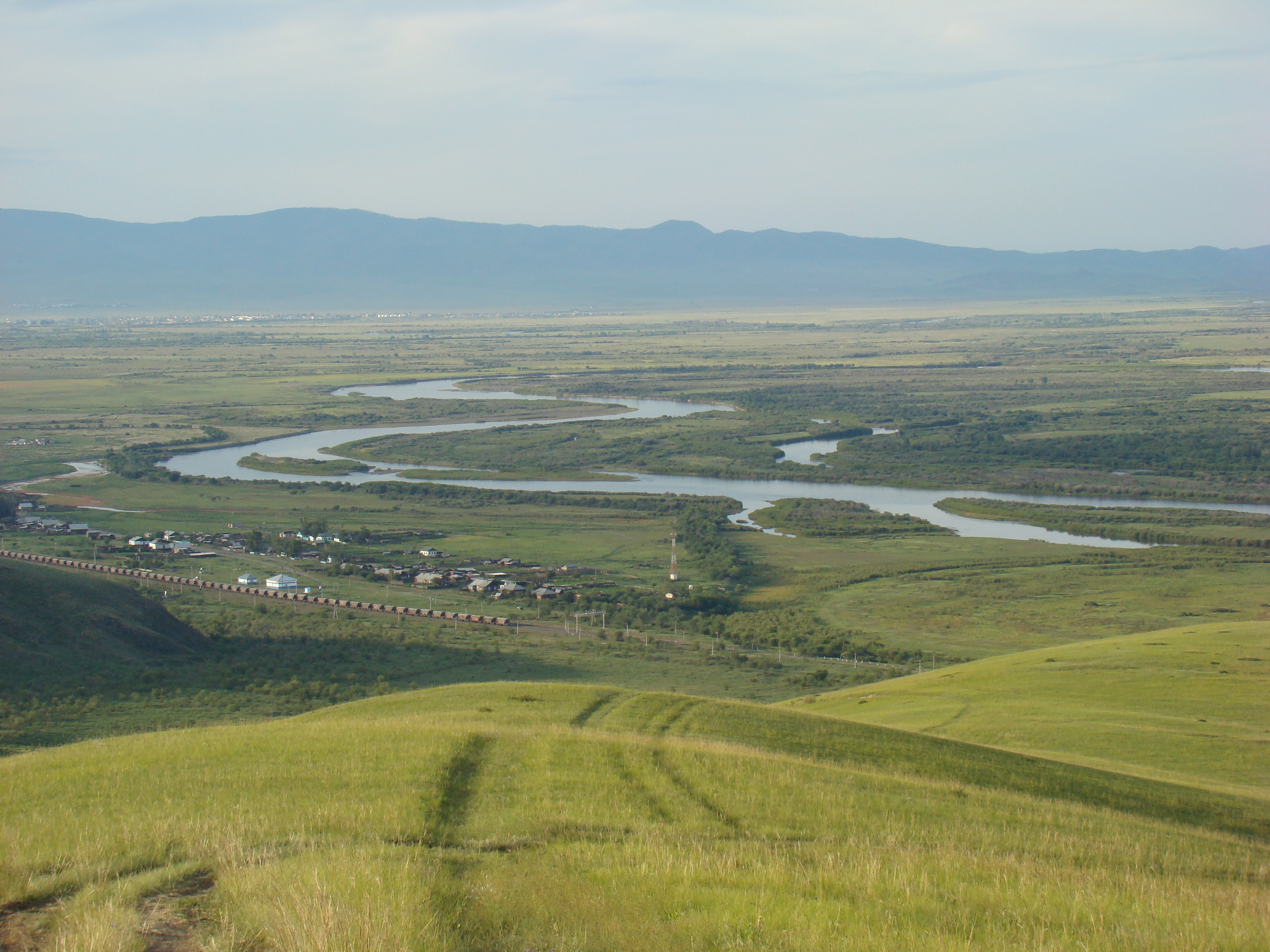
Река Селенга — кормилица зарубинцев

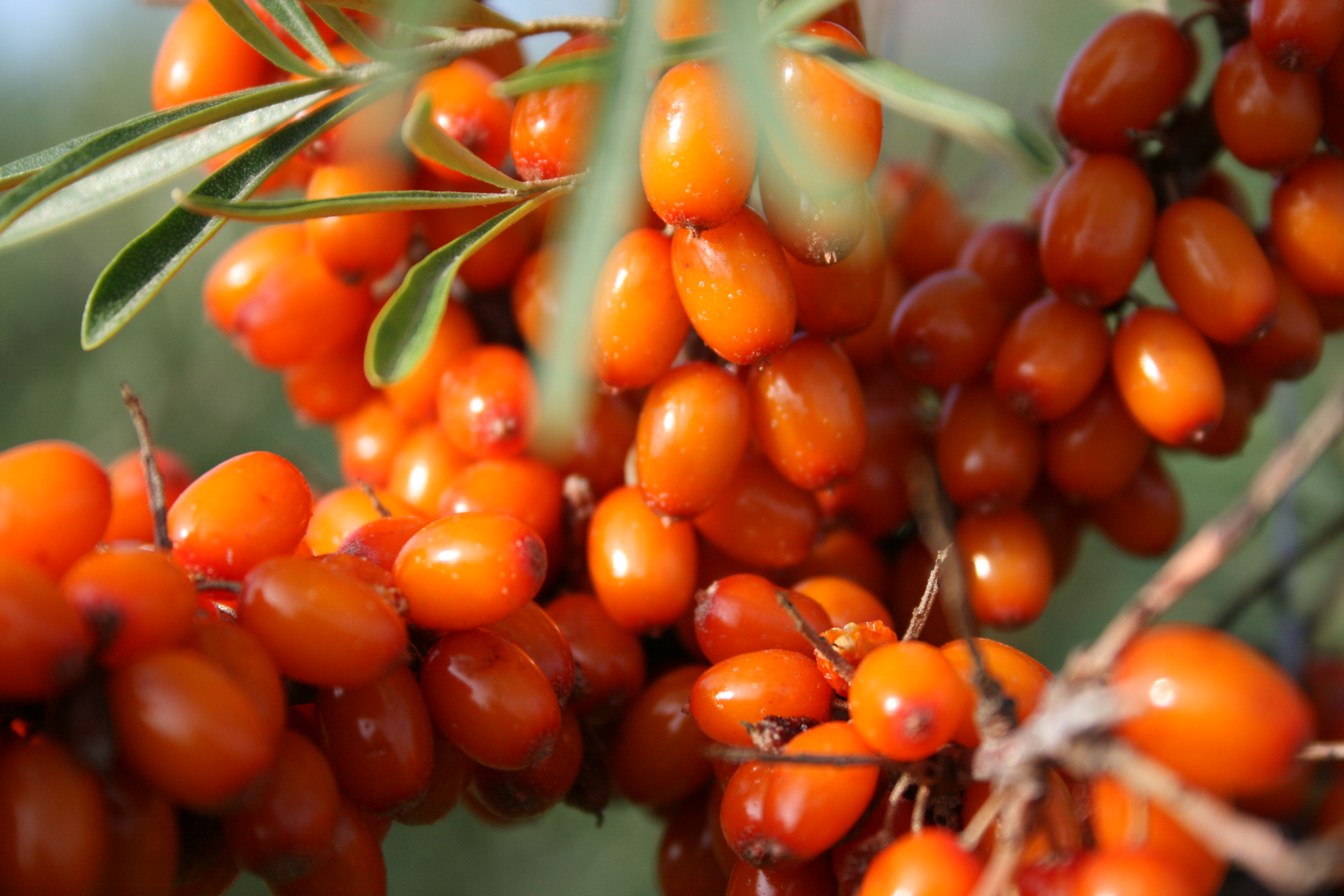
Облепиха крушиновидная

Заячья капуста

Дикий огурец

Территория села находится в лесостепной зоне. Основными типами почв являются чернозёмы и каштановые. Чернозёмы располагаются на абсолютных высотах от 700 до 900 м при общем увеличении площадей с юга на север. Перегнойный горизонт чернозёмов достигает 20-30 см. В состав почвы в основном входят обломочные горные породы, которые образуются при физическом и органическом выветривании.
Также в составе почвы присутствует глины, которые представляют собой смесь разных мелкокристаллических минералов с частицами менее 0,02 мм. Преобладает глина красного и рыжевато-бурого цвета, которая используется местными жителями как строительный материал.
Отдельные участки местности вокруг села распаханы, большая часть её используется под пастбища.

### Флора
Растительность из-за малоснежной зимы и недостатка влаги весной и в начале лета — мелкотравно-злаковая и ковыльная, сильно разреженная и низкорослая. Преобладают горноколосник колючий, лилия тонколистная, мак голостебельный, первоцвет; из кустарниковых растений — шиповник, облепиха.

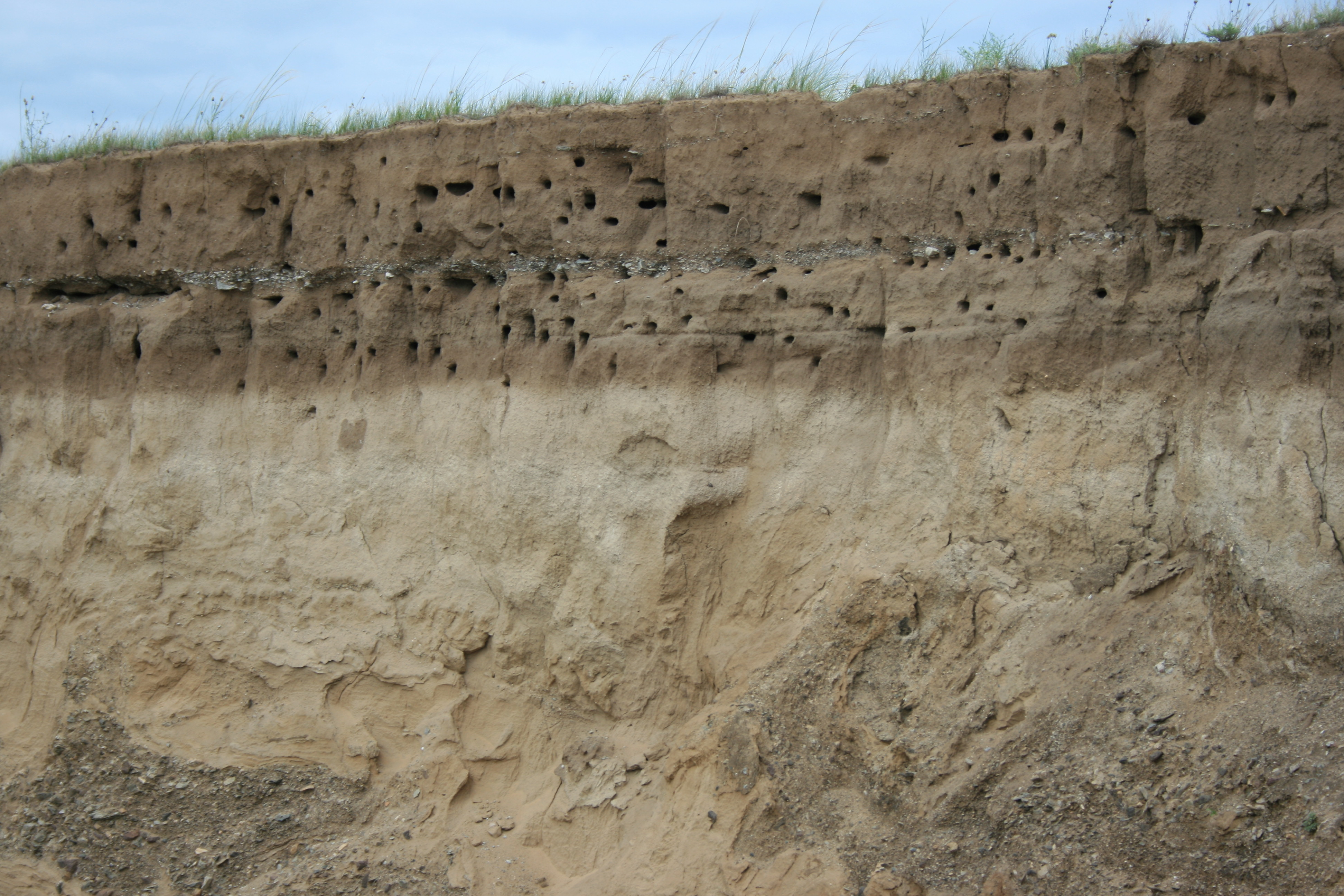
Птичьи гнезда

### Фауна
Видовой состав животных небогатый. Встречаются грызуны-норники, заяц, корсак, колонок, монгольский сурок-тарбаган, очень редко — волк, кот манул; из пресмыкающихся — обыкновенный уж, ящурка монгольская, из птиц — обыкновенная каменка, жаворонок, синица-ремез.

### Гидрография
Зарубино расположилось на левом берегу реки Селенги. Река является кормилицей для населения, где ловят осётра, сазана, хариуса. Река — главный источник орошения полей. Питание Селенги преимущественно дождевое. Наиболее многоводный — июнь. Замерзает в конце ноября, вскрывается в конце апреля.
Левым притоком р. Селенга является река Джида. Эта река берёт начало на южных склонах Хамар-Дабана, протекает параллельно Джидинскому хребту. Питание дождевое. Имеет бурный, стремительный характер. Часто выходит из берегов, затопляя при этом пастбищные угодья, сенокосные луга. Но также стремительно уходит в своё русло. Весной почти на три недели раньше северных рек сбрасывает с себя ледяное одеяние.

## Туризм

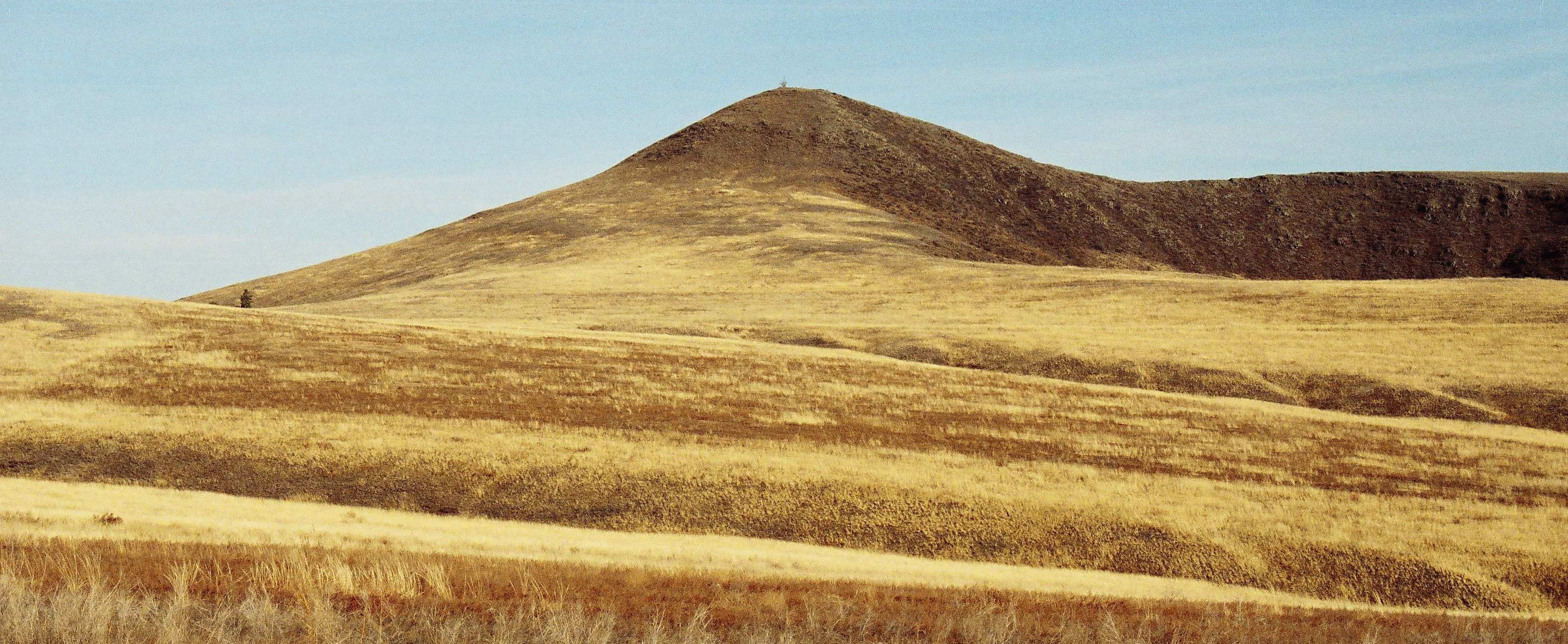
Хараты — сакральное место. По поверьям, здесь обитают покровители местности.

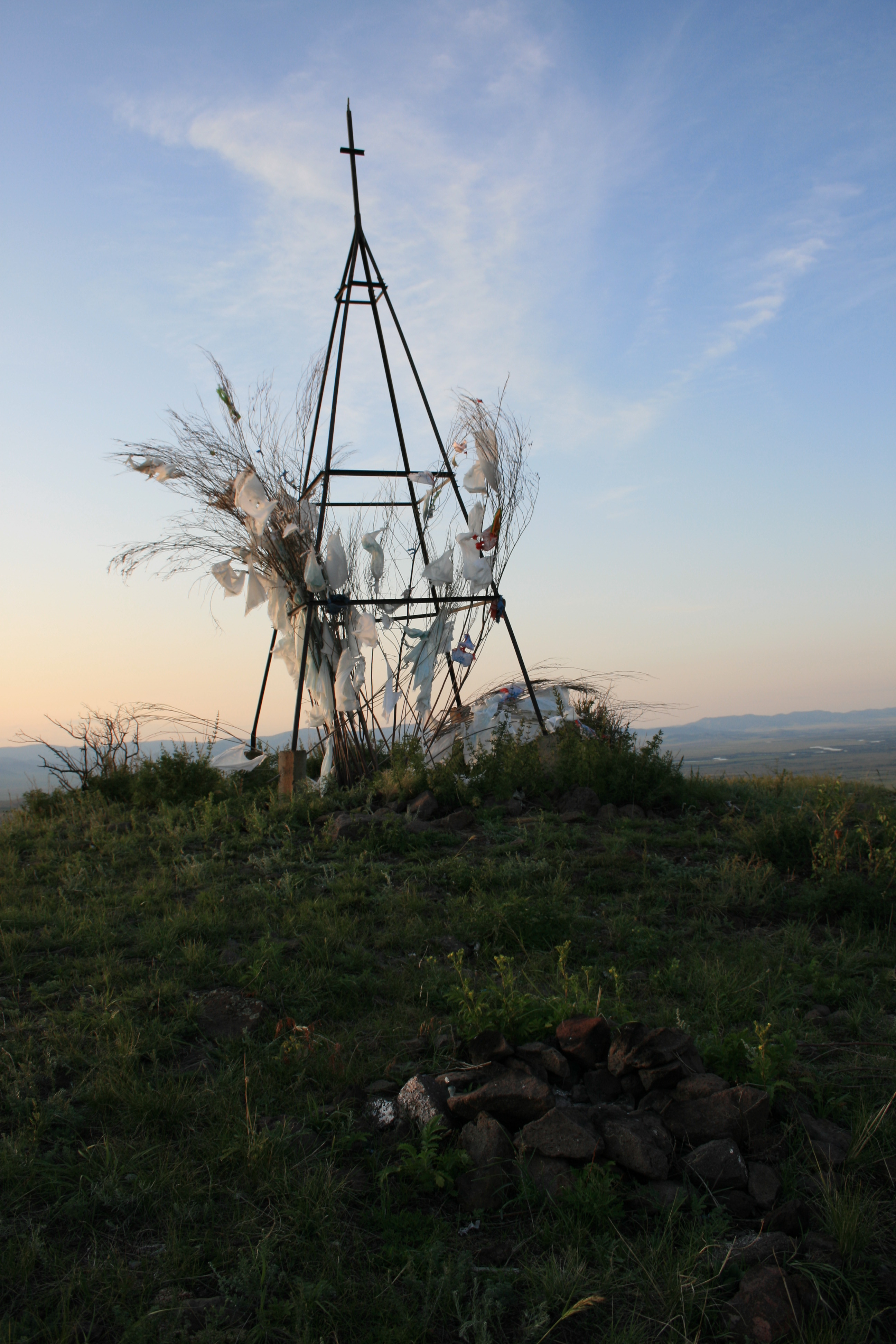
Обо на горе Хараты

Наличие природных и археологических памятников, сакральных мест, а также практически нетронутая цивилизацией природа предоставляют прекрасную возможность для развития туризма, особенно — экологического.
Местные жители предлагают гостям села археологические, религиозные и ботанические экскурсии.
Окрестности села Зарубино необычайно богаты археологическими памятниками, дающими яркое представление о далеком прошлом жителей этого края. Здесь учеными открыты памятники эпохи палеолита, неолита, бронзы и средневековья.
Особый интерес у гостей села вызывает хуннский могильник Оргойтон (в переводе с бурятского языка — «увенчанный шаманской короной»), который был обнаружен в 1897 году и до 2009 года учеными не изучался. Такого уровня могильников — с княжескими курганами — в Бурятии всего два. Второй расположен недалеко — в Кяхтинском районе (Усть-Кяхта). В августе 2009 года к Оргойтону было приковано внимание прессы и историков: археологи Государственного Эрмитажа, Института истории материальной культуры и Кяхтинского краеведческого музея начали здесь раскопки хуннского могильника. В летний сезон 2010, 2011 и 2012 годов раскопки были продолжены.
Не менее интересны писаницы горы Бага-Заря (в переводе с бурятского языка Бага Заряа — маленький ёж). Когда они были обнаружены в 1948 году, насчитывалось более 150 наскальных рисунков, сейчас осталось не более 50-ти. Тогда петроглифы Бага-Зари представляли собой своеобразную «картинную галерею», над созданием которой потрудилось не одно поколение древних художников, и которая стала единственным в своем роде памятником материальной культуры на территории Юго-Западного Забайкалья. На скалах и отдельных камнях серого гранита были изображены в стилизованной манере козлы с крутозагнутыми рогами, олени, лани, верблюды, кабаны, рыбы и целые сцены охоты. Все рисунки были высечены резцом. Со всех писаниц Бага-Зари в 1948 году были сняты эстампажи. Изображения более 80-ти писаниц хранятся в библиотеке села.
Поблизости с селом находится ботанический памятник — гора Хараты, которая также является сакральным местом для жителей окрестных сел. По преданиям, здесь обитают духи, охраняющие местность. Особенно привлекательна гора весной, когда её юго-западный склон одевается в благоухающее «покрывало» из цветущих кустов сибирского абрикоса.
В сентябре 2005 года в течение трёх дней гору Хараты изучали студенты из Чехии.
В 2009 году к достопримечательностям села был проявлен интерес журналистов туристского путеводителя «БАЙКАЛ» (издательство VIZA, г. Москва). В издании 2009 года включены село Зарубино как место древних стоянок и гора Хараты (с фотографией). В начале 2010 года вышло 2-е издание справочника, в котором в числе достопримечательностей Джидинского района выделены гора Хараты и село Зарубино как уникальное место для археологических и ботанических туров, включающих древние стоянки, петроглифы на горах Бага-Заря и Дюрбены, гуннский могильник Оргойтон.

## Памятники природы

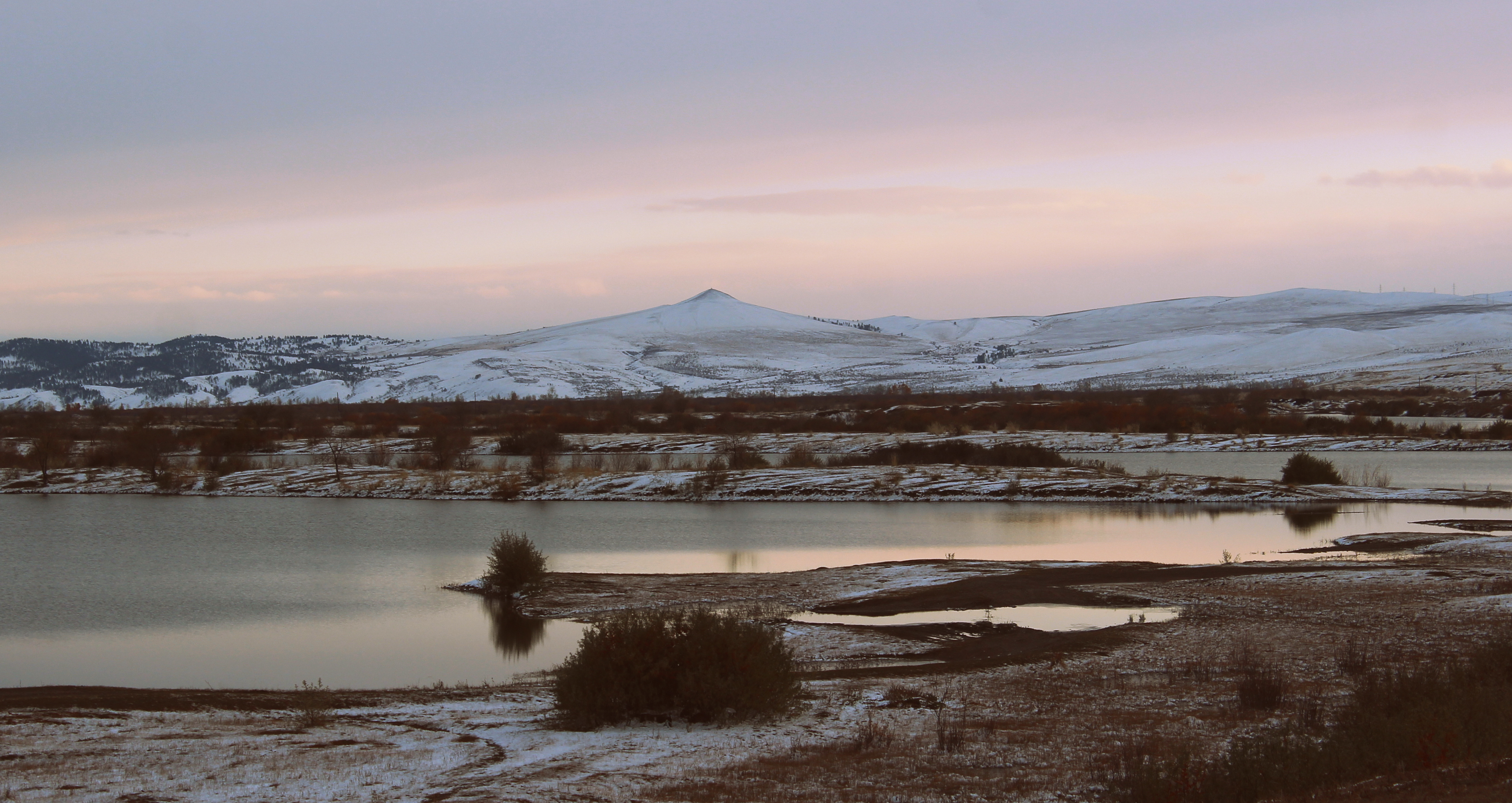
Вид на Хараты из поселка Джида

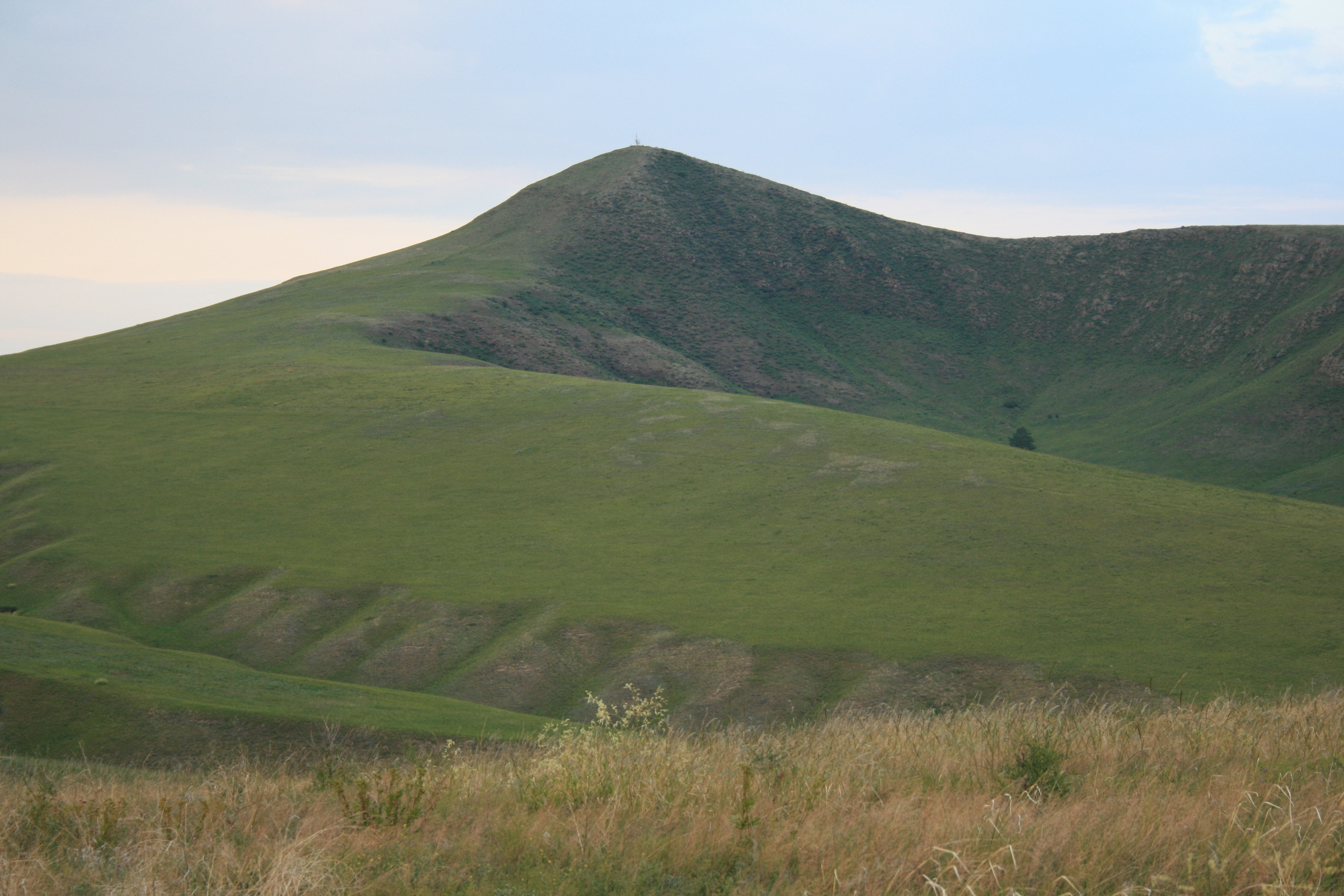
Гора Хараты, юго-западный склон, на котором раскинулась реликтовая роща сибирского абрикоса

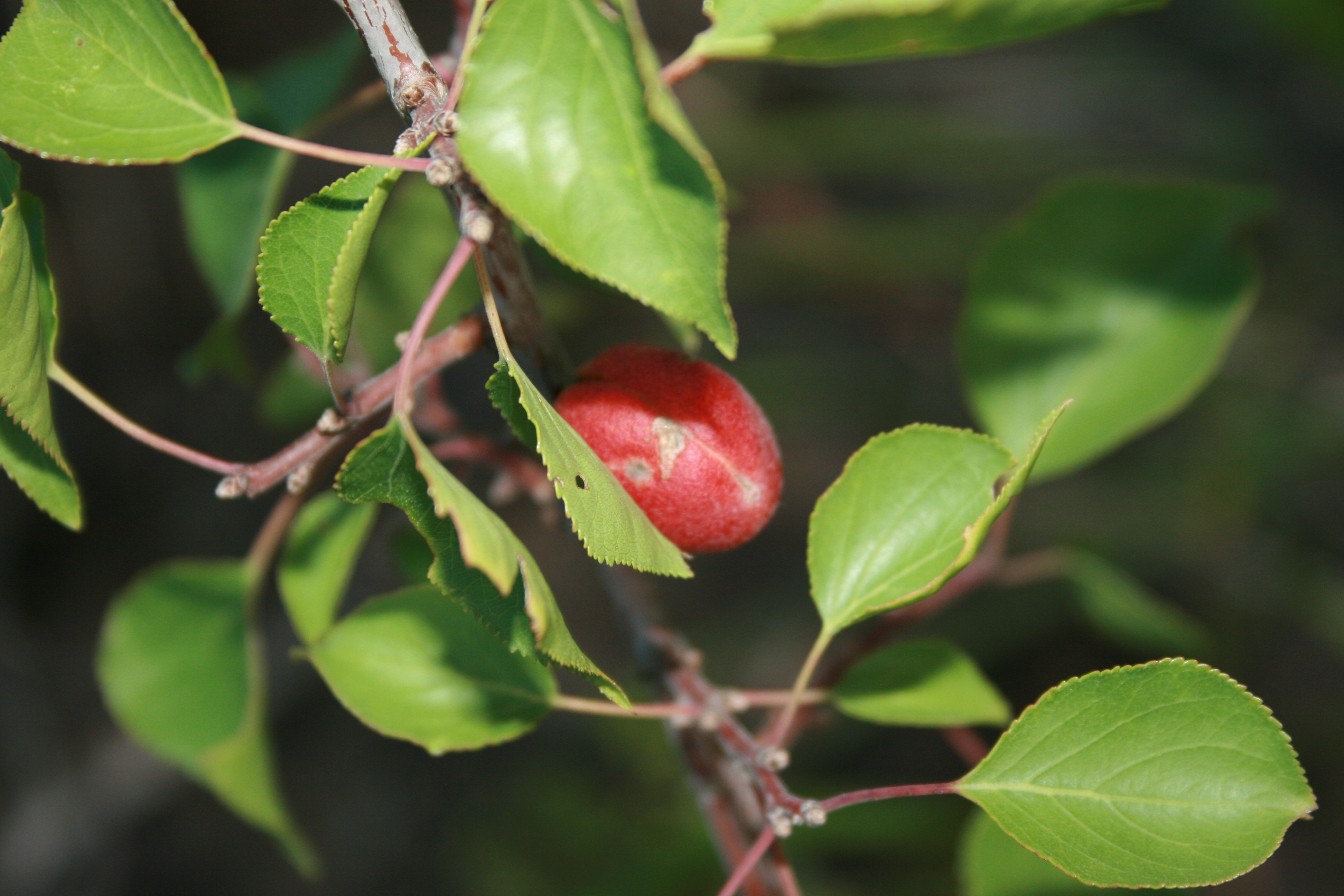
Абрикос сибирский

Гора Хараты — ботанический памятник природы — находится в трех километрах от реки Селенги.
На её территории произрастают редкие и эндемичные растения, занесенные в Красную книгу России и Бурятии, среди них: абрикос сибирский, орехокрыльник монгольский, жостер краснодревесный, тонкотрубочник скальный.
Хараты — сакральное место, на вершине горы возвышается обо.

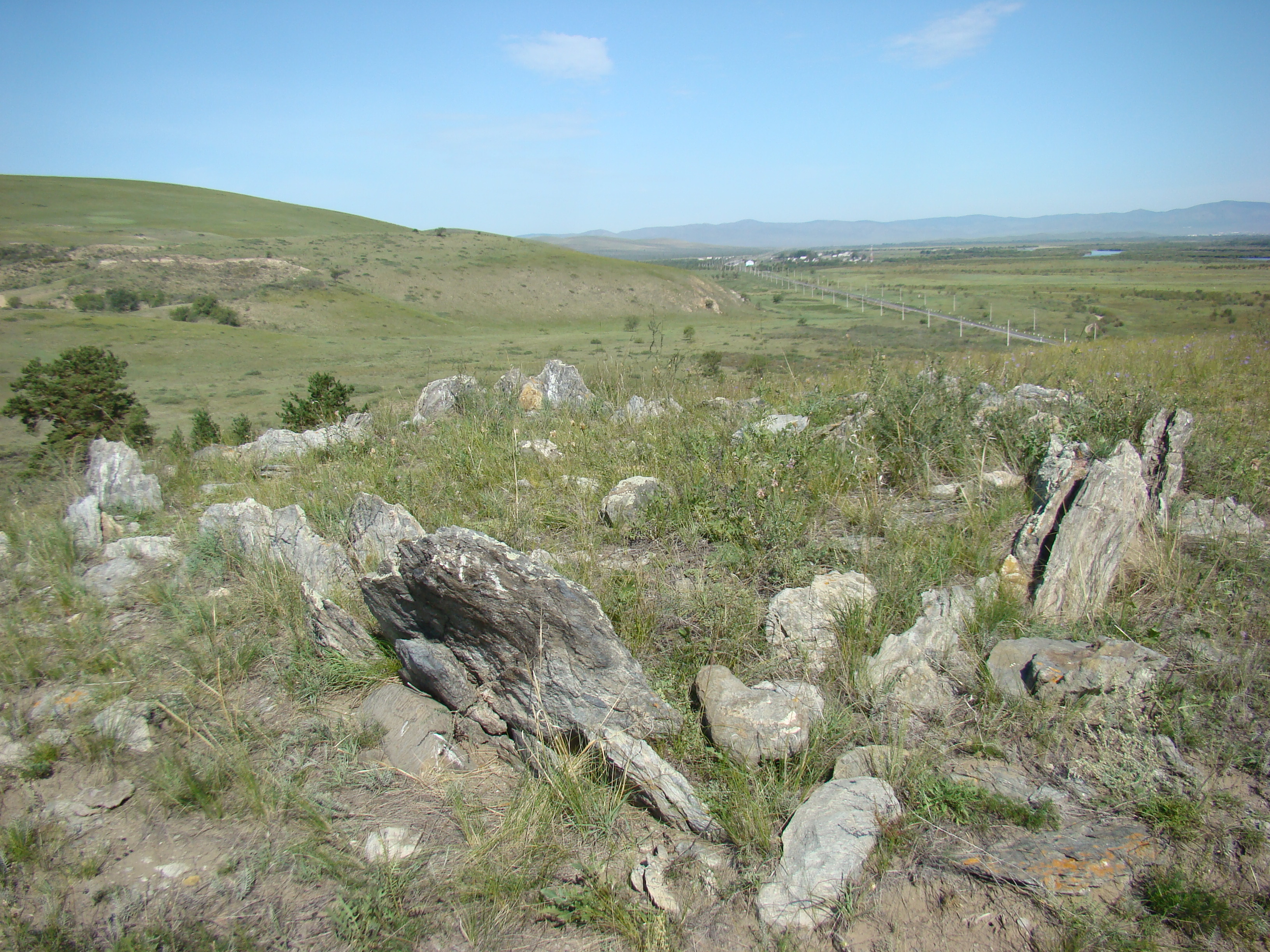
Плиточная могила на горе Бага-Заря II. На заднем плане — станция Хужир.

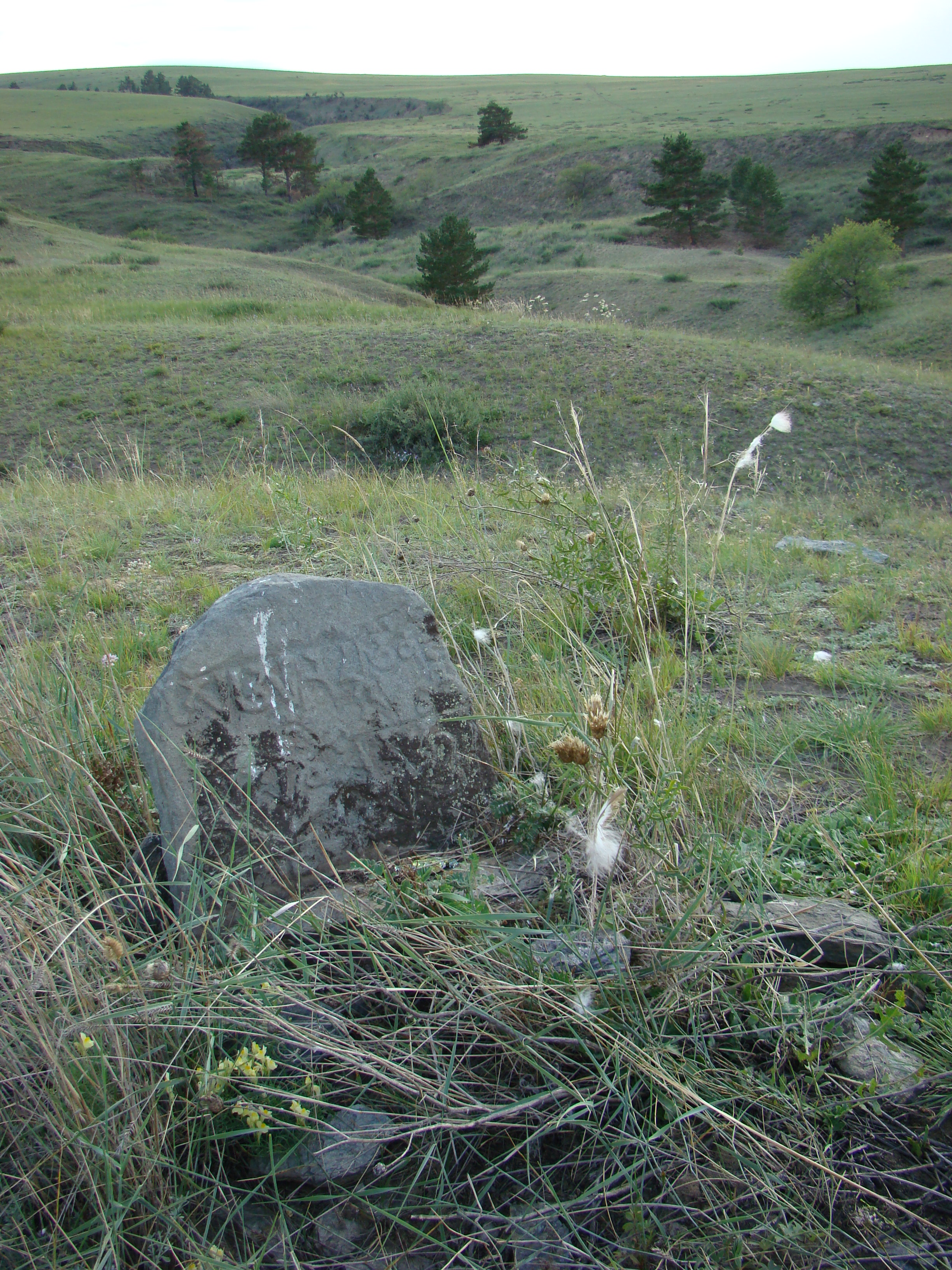
Каменная плита с буддийскими мантрами в районе горы Бага-Заря

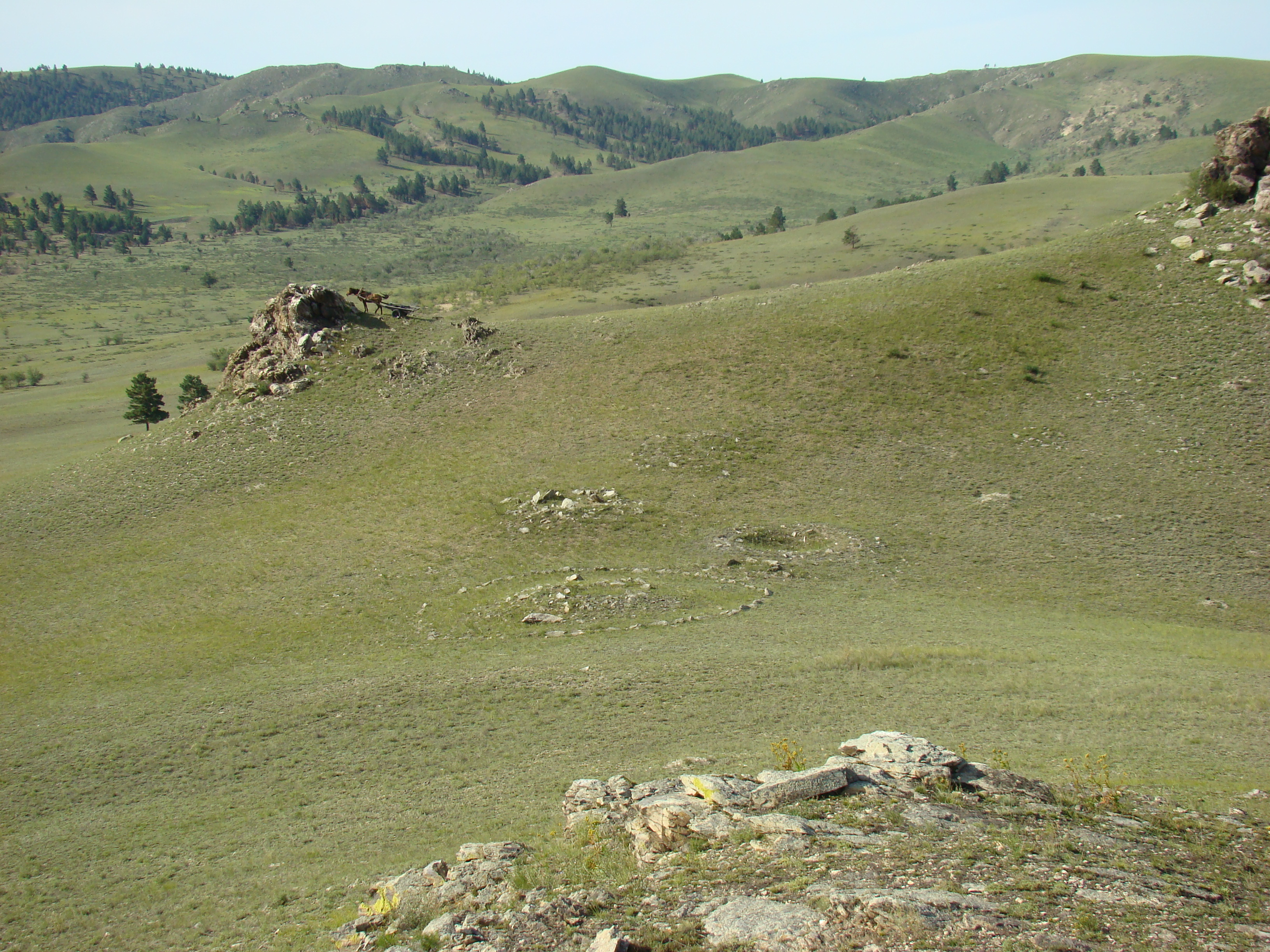
Херексуры в местности Оргойтон

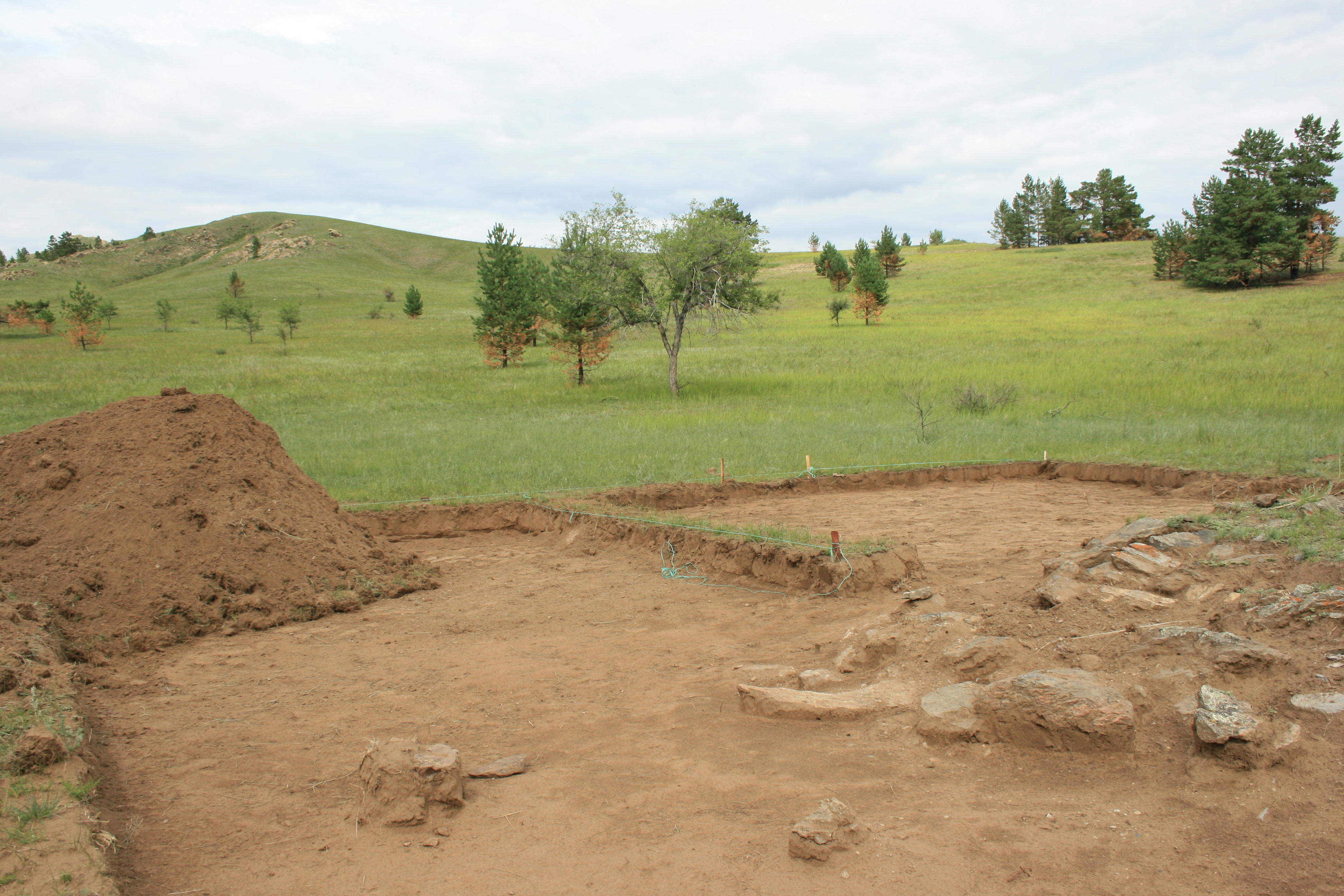
Оргойтон I. Раскопки хуннского княжеского могильника, август 2009 г.

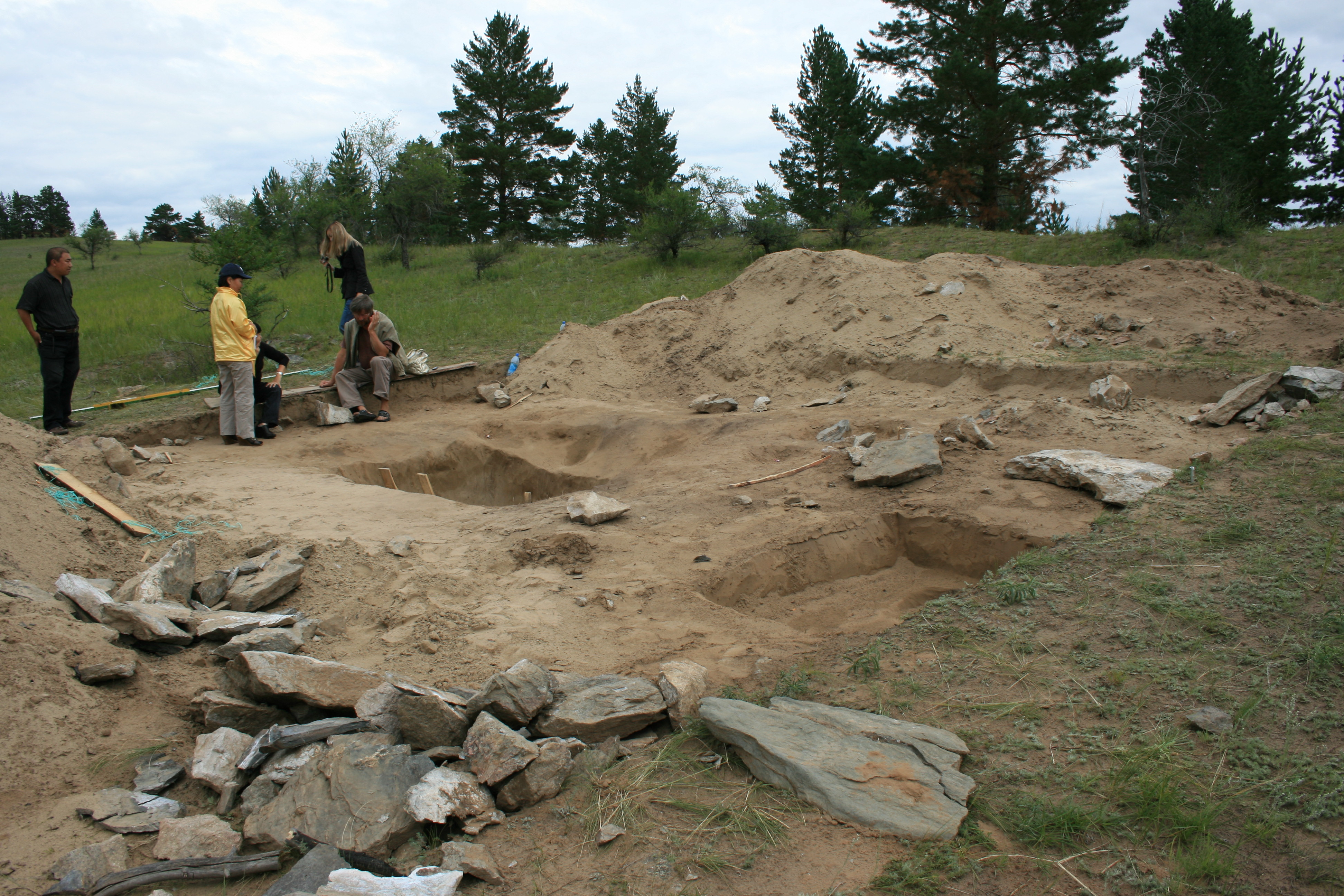
Раскопки хуннского могильника Оргойтон ведут археологи Государственного Эрмитажа и Кяхтинского краеведческого музея, август 2009.

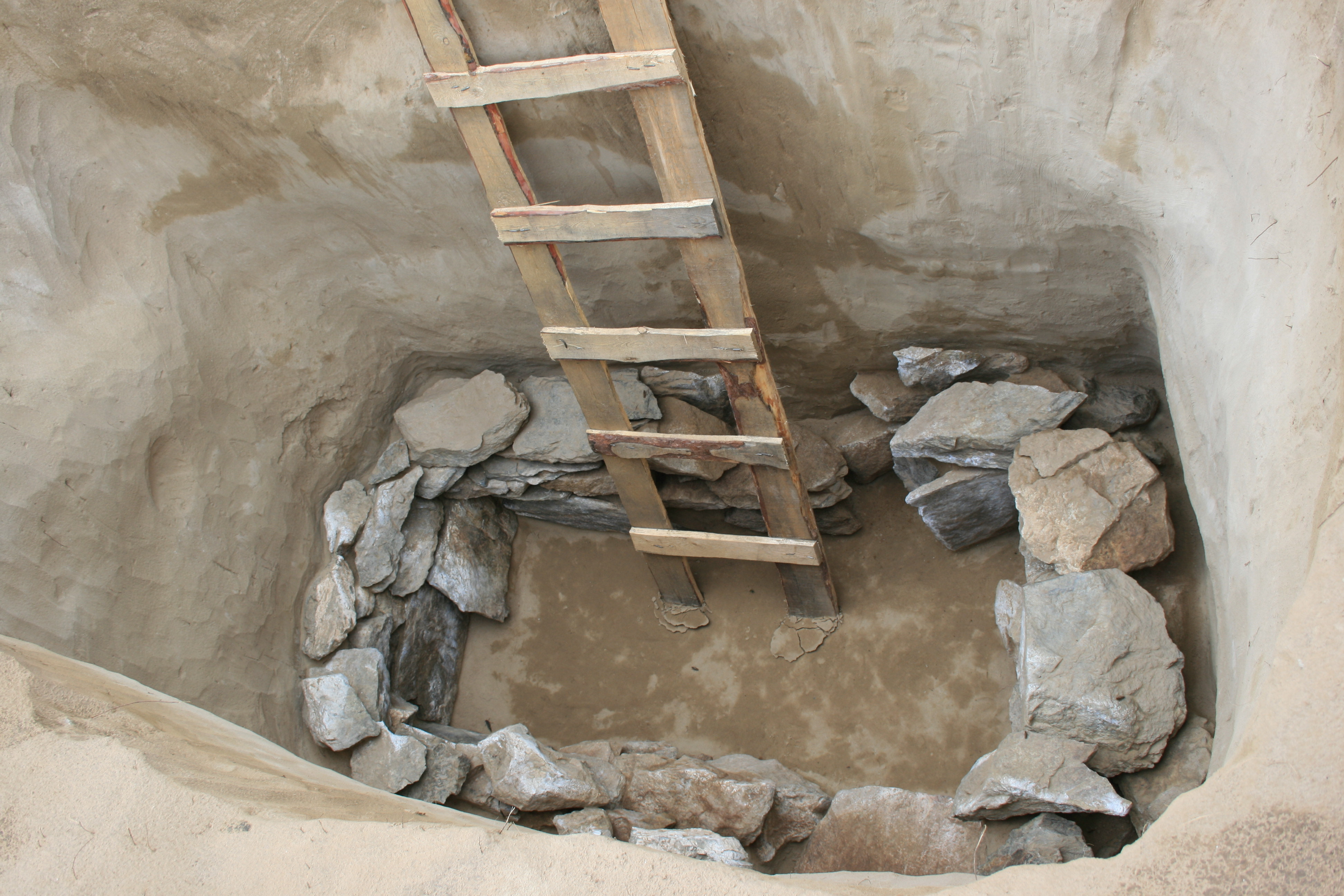
Оргойтон I. Хуннский могильник. Детское захоронение

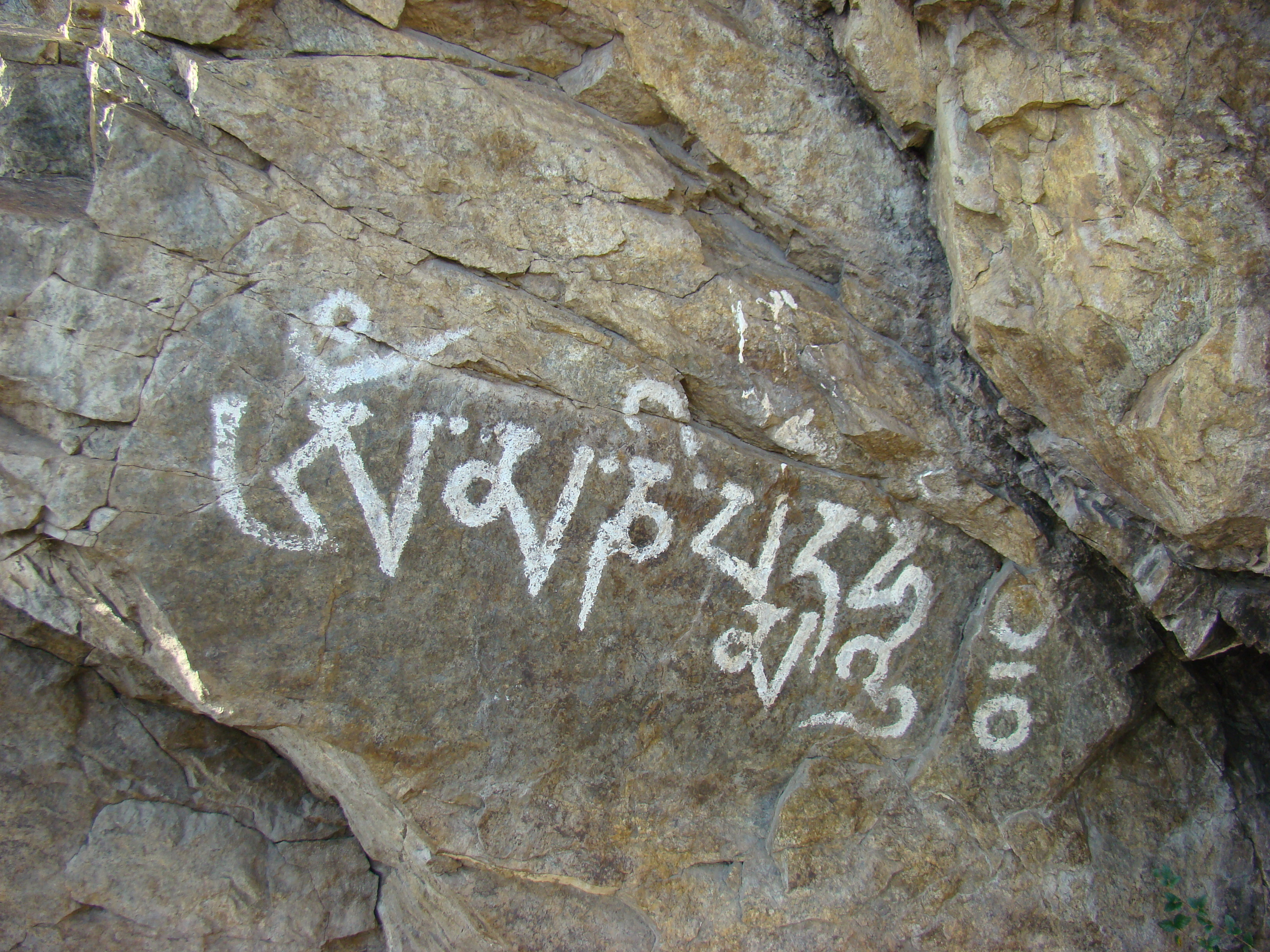
Буддийская мантра «Ом мани падме хум» на скале у реки, местность Били

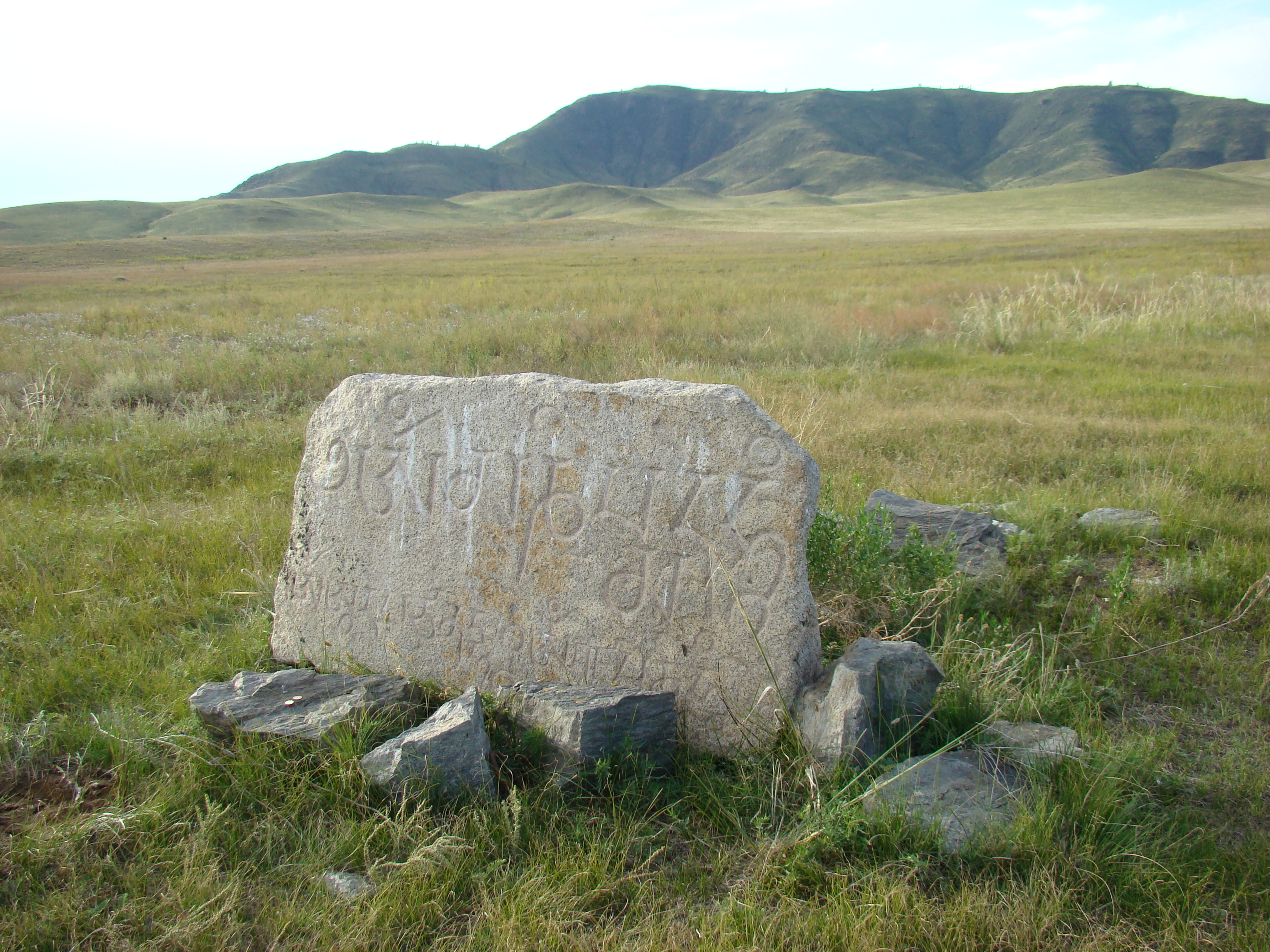
Каменная плита с мантрой божества Манзушри «Ом мани падме хум омара базанади» в районе горы Махай

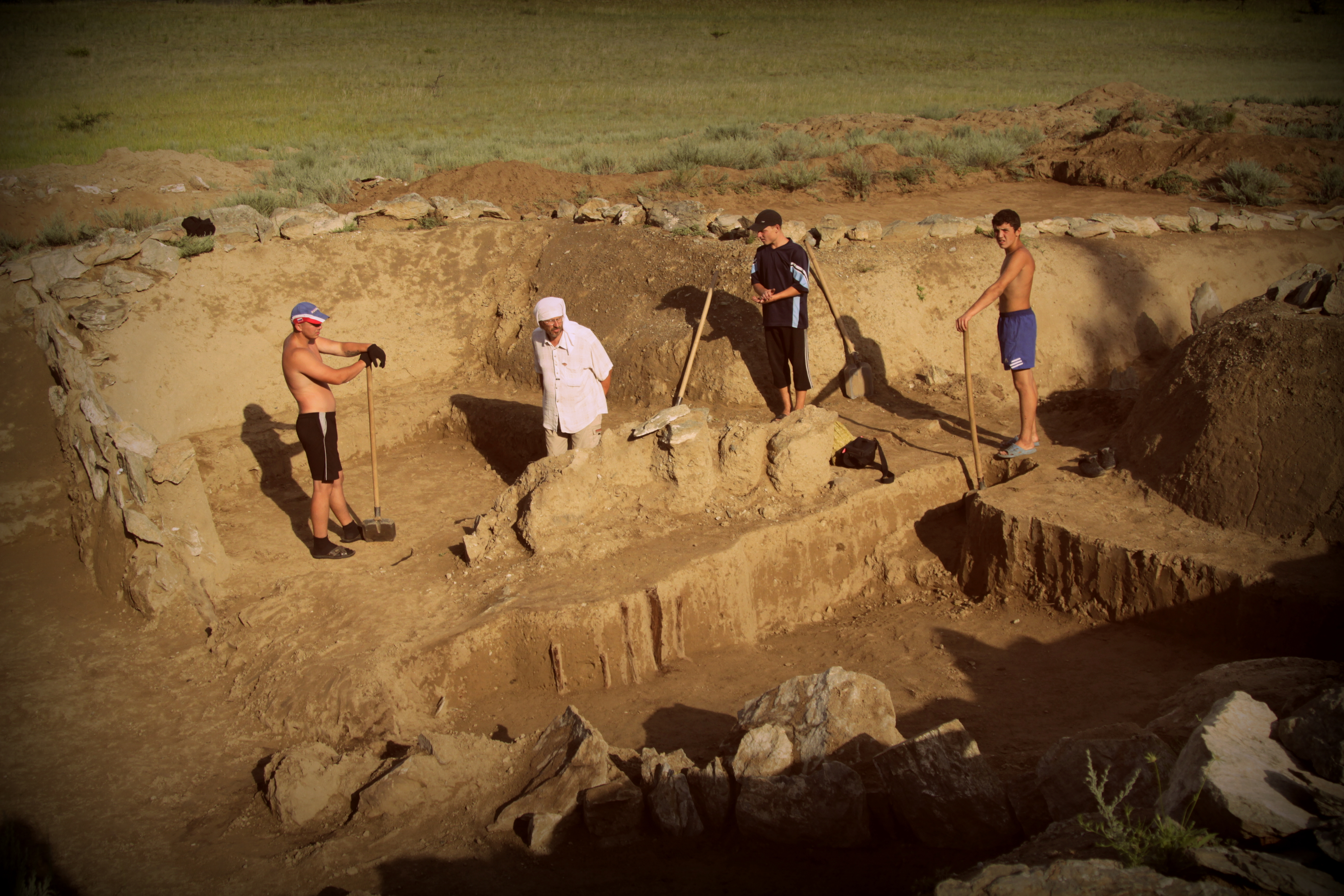
Четвёртый полевой сезон раскопок в Оргойтоне. 28 июля 2012

## Объекты культурного наследия (памятники истории и культуры)

### Памятники истории и культуры в окрестностях Зарубино
1. Деревенская гора — могильник (бронзовый век). Находится в 7 км к ЮВ от села, в 1,5 км ниже железнодорожного моста через Селенгу, на её левом берегу, у основания крутого мыса. Из 7 могил в настоящее время сохранились 2. Находки: разрозненные кости человека, обломки перламутровой раковины. Пункт 2 — в 1 км выше по течению Селенги. Открыт в 1947 г. А. П. Окладниковым, им же были раскопаны 2 могилы. Коллекции хранятся в ИАиЭ СО РАН.
2. Деревенская гора — петроглифы (бронзовый век). Находятся на левом берегу Селенги в 7 км к ЮВ от села, в 2 км от железнодорожного моста через Селенгу. Рисунки располагаются 3 группами на вертикальных плоскостях юго-западного склона. Выполнены светло-розовой, красной, малиновой, коричневой краской. Изображения состоят из антропоморфных фигурок, точек, трезубцев, ёлочек, оградок и птиц, расположенных рядами. Зафиксированы в 1947 г. А. П. Окладниковым.
3. Цохойтой — могильник (средневековье). Находится на левом берегу Селенги в 1 км к западу от села, юго-западнее современного кладбища, в местности Цохойтой, на песчаных выдувах. Могилы на поверхности отмечены каменными кладками овальной и круглой формы размерами от 3 до 6,5 м, высотой до 0,5 м, под которыми на глубине от 0,8 до 1,5 м в дощатых гробах или колодах находились костяки в вытянутом положении или на боку. Ориентированы головой на запад, север. Находки: железные наконечники стрел, огнива, кремень, предметы из кости. У головы или слева от гробовища стояла кость ноги барана. Открыт Г. Ф. Дебецем в 1925 г., им же частично раскопан.
4. Зарубинский — могильник (средневековье). Находится в 1,5-2 км на ЮЮ-В от села в 70 м к ЮЗ от ж/д столба 5870-5869. Зафиксированы 4 сильно задернованные каменные кладки. Памятник открыт в 1992 г. группой по инвентаризации (рук. С. В. Данилов).
5. Зарубино — стоянка (палеолит). Расположена на левом берегу Селенги в 4 км к ЮВ от села, рядом с железнодорожным полотном на протяжении 2 км к востоку. Подъёмный материал: каменные орудия, нуклеусы, массивные отщепы, ножевидные пластины, скребки, скребловидные и нуклевидные орудия, фаунистические остатки, скорлупа яиц страуса. Открыта и обследована А. П. Мостицем в 90-х гг. XIX в. В 1926 г. на выдувах побывал П. С. Михно. В 1928-29 гг. стоянку обследовал Г. П. Сосновский. В 1947 г. осматривался А. П. Окладниковым. Коллекции хранятся в Кяхтинском краеведческом музее им. академика В. А. Обручева, в Государственном Эрмитаже, в ИАиЭ СО РАН.
6. Ивашка — стоянка (палеолит). Находится на левом берегу Селенги в 8 км от Зарубино, в 3 км выше с. Усть-Кяхты, в местности Ивашка, на террасовидной возвышенности на песках. Находки: нуклеусы-скребки, призматические пластинки из яшмовидных пород. Зафиксировано в 1887 г. А. П. Мостицем, в 1927 г. здесь производил сбор археологического материала Г. П. Сосновский, в 1948 г. — А. П. Окладников.
7. 314 км — стоянка (палеолит). Находится в 7 км от Зарубино за железнодорожным мостом на пологом склоне небольшой долины, открывающейся на левый берег Селенги. Подъёмные сборы представляют грубо-призматический нуклеус, боковое выпуклое скребло, пластины. Открыт в 1947 г. БМАЭ (рук. А. П. Окладников).
8. Дюрбены — стоянка (палеолит). Находится на левом берегу Селенги напротив с. Усть-Кяхта, в районе бывшего п. Дюрбены, в 3 км ниже 314 км. Находки: призматические и клиновидные нуклеусы, ножевидные пластины, наконечники листовидной формы, отщепы. Зафиксирован в 1887 г. А. П. Мостицем. Обследовался А. П. Окладниковым в 1948 г.
9. Бага-Заря — петроглифы (бронзовый век). Находятся в 3 км к югу-юго-востоку от села и к западу от железной дороги на горе Бага-Заря. На плоскостях выбиты изображения козлов, оленей, верблюдов, солярные знаки, схематические человеческие фигуры и др.. Всего зафиксированы 84 рисунка, в настоящее время сохранились не более 10. Открыты в 1948 г. Р. Ф. Тугутовым. В 1949 г. и последующие годы неоднократно посещал А. П. Окладников. В 1977 г. — группа по инвентаризации (рук. Е. А. Хамзина).
10. Бага-Заря — могильник (средневековье). Находится в 3,5-3,7 км к югу-юго-востоку от села, в 0,7 км юго-восточнее петроглифов, в 0,3 км западнее железной дороги, среди песчаных увалов. Количество кладок не определено. Памятник открыт в 1992 г. группой по инвентаризации (рук. С. В. Данилов).
11. Дюрбены — могильник (бронзовый век).
Находится на левом берегу р. Селенги в 0,5 км от бывшего Дюрбенского хутора.
Группа 1-8 плиточных могил расположены в 30 м от берега р. Селенги.
Группа II — в 0,5 км от первой группы на небольшой возвышенности у берега реки. Ю. Д. Талько-Грынцевич отмечал, что плиточные могилы в этом месте утратили свой первоначальный вид и представляли кучу камней, часть которых упала в реку. Находки: фрагменты серого сосуда с круговой орнаментацией и с рубчатым валиком.
Открыт в 1897 г. Я. Е. Смолевым и Ю. Д. Талько-Грынцевичем, раскопаны могилы в первой группе.
Материалы хранятся в Кяхтинском краеведческом музее им. академика В. А. Обручева.
12. Оргойтон I — гуннский могильник с княжеским курганом (железный век).
Находится на левом берегу р. Селенги, в 6 км от бывшего хутора Дюрбены, в 5 км от с. Зарубино, в 2 км к западу от ж/д моста, в пади Оргойтон, устьем открывающейся к р. Селенге. В 1897 г. были отмечены 4 крупных кургана, с дромосом с южной стороны, 14 малых, кольцевых или подквадратных кладок.
Находки: костяные накладки на лук (срединные и концевые), куски красной истлевшей ткани, бесформенные обломки железных предметов, фрагменты красноглиняной керамики с круглыми отверстиями.
Открыт в 1897 г. Ю. Д. Талько-Грынцевичем, раскопана 1 могила.
Материалы хранятся в Кяхтинском краеведческом музее им. академика В. А. Обручева.
13. Оргойтон II — могильник (бронзовый век).
Находится в 4 км к югу от села, в 1 км к северу-северо-востоку от хуннского могильника Оргойтон I, на вершине скалистой сопки расположен херексур с круглой оградкой и розетками с восточной стороны, ниже по склону отмечена плиточная могила.
Памятник открыт в 1992 г. группой по инвентаризации (рук С. В. Данилов).
14. Оргойтон III — петроглифы (бронзовый век).
Находятся на левом берегу р. Селенги, в 1 км выше железнодорожного моста через р. Селенга на отвесной скале, на высоте 3 м от подножия скалы. Рисунки плохой сохранности, выполнены красной краской и состоят из бесформенных пятен.
Открыты А. П. Окладниковым в 1949 г.
15. Нижняя Чонда — могильник (железный век).
Находится в 6 км к юго-западу от села, в 10,15 км на запад от ОТФ Нижняя Чонда, выше по склону на безлесом взгорке. Могильник стоит из 7-8 задернованных кладок, напоминающих хуннские.
Памятник открыт в 1992 г. группой по инвентаризации (рук. С. В. Данилов).
16. Ургун-Хундуй (Широкая падь) — херексуры (бронзовый век).
Находятся на левом берегу р. Селенги, от села на юго-восток, в 5 км выше горы Махай, Зафиксировано 19 херексуров, до 10-15 м в диаметре, с прямоугольными и круглыми оградками, с круглыми ритуальными кладками с восточной стороны оградок. Одна плиточная могила, имеющаяся в могильнике, расположена с северной стороны одного из херексуров.
Могильник зафиксирован в 1948 г. Н. Н. Диковым и Р. Ф. Тугутовым.
17. Тулду-Дабан — погребение (неолит).
Находилось в 3 км от села ив 1,5 км от берега реки, на песчаных выдувах. Погребение разрушено. Костяк лежал головой на север на правом боку с согнутыми руками и ногами. В средней части могилы — красное пятно. Находки: 6 кремнёвых наконечников стрел, кремнёвая пила, ножевидные пластинки, скребок, каменный молоток, обломки речной раковины, роговая накладка на лук.
Обнаружено Ю. Д. Талько-Грынцевичем в 1901 г.
Материалы хранятся в Кяхтинском краеведческом музее им. академика В. А. Обручева.
18. Худжир — петроглифы (бронзовый век).
Находятся на левом берегу р. Селенги выше с. Зарубино напротив с. Усть-Кяхта.
Пункт 1 — в пади Худжир, на скале отмечены 3 рисунка: две пары параллельных линий, антропоморфные фигуры и пятна.
Пункт 2 (Зарубино — Худжир) находится в 0,5 км ниже по течению реки от Худжир I, по дороге к бывшей паромной переправе на разрушенной скале. Рисунки выполнены красной краской, состоят из нескольких антропоморфных фигурок, оградки и пятен.
Открыты в 1947 г. А. П. Окладниковым.
19. Памятник воинам-землякам, погибшим в годы Великой Отечественной войны (создан в 1965 г.), расположен в центре села.

### Основные памятники истории и культуры в соседних населённых пунктах
Усть-Кяхта. Могильник хуннский (Ильмовая падь) (III в до н. э. — I в.н.э). Находится в 8,5 км восточнее с. Усть-Кяхта, в 1,5-2 км на восток от шоссе «Улан-Удэ-Кяхта» (21 км шоссе «Кяхта-Улан-Удэ»).
Усть-Кяхта. Могильник эпохи средневековья (Ильмовая падь) (X—XV вв.н. э.). Находится в 8 км ВЮВ с. Усть-Кяхта и в 1 км восточнее автодороги «Улан-Удэ-Кяхта» (22 км от Кяхты).
Дырестуй. Могильник I (Дырестуйский Култук) (III в. до н. э. — I в.н. э.). Находится в 10 км юго-западнее с. Дырестуй на левом берегу р. Джиды (в её излучине) в 2 км к югу от шоссе «Петропавловка-Джида» на северной стороне перевала на песчаных выдувах в местности «Дырестуйский Култук».
Дырестуй. Городище (Баян-Ундэр, Голы Очи) (III в. до н. э. — I в.н. э.). Находится в 15 км юго-западнее с. Дырестуй на левом берегу р. Джиды (в 20 м), в 3 км западнее могильника Баян-Ундэр.
Дырестуй. Писаница Луковый Утес (II—I тыс.до н. э.). Находится в 10 км от с. Дырестуй на юго-запад в нише на высоте 10 м над первой надпойменной террасой и в середине Лукового Утеса (правый берег р. Джиды) около пещеры в основании скалистого уступа на высоте 1,5-1,8 м.
Дырестуй. Могильник Луковый Утес-I (II—I тыс.до н. э. (херексуры)). Находится на правом берегу р. Джида, в 10 км юго-западнее с. Дырестуй, у северо-западной оконечности Лукового Утеса.
Дырестуй. Могильник Луковый Утес-II (III в. до н. э. — I в.н. э.). Находится на правом берегу р. Джиды, юго-восточнее Лукового Утеса, в 10 км юго-западнее с. Дырестуй на безлесной террасе, ограниченной оврагами.
Цаган-Усун. Стоянка Херексурин Ури (палеолит). Находится в 10 км северо-восточнее с. Цаган-Усун, к юго-западу от г. Махай по северо-восточному склону оврага, расположенного в северо-западной части террасы р. Селенги.
Цаган-Усун. Могильник I. Пункт I падь Бургастай (Круглая городьба) (II—I тыс.до н. э.). Находится в 2,5 км к северо-востоку от с. Цаган-Усун в пади Бургастай (Круглая городьба), начинаются в 25-30 м восточнее края пашни на протяжении 3 км вглубь пади в северо-западном направлении.
Цаган-Усун. Могильник II (Красная глина) (II—I тыс.до н.э). Находится в 7-8 км от с. Цаган-Усун, в 9-10 км по дороге от Енхора в Цаган-Усун, севернее дороги в урочище Красная глина у подножия скалистой гряды на южном склоне.

## Выдающиеся люди
- Вдовин Виктор Фёдорович — первый предприниматель села
- Галданова Татьяна Ишеевна (1954 г. р.) — депутат Верховного Совета СССР (1980 г.), заслуженный животновод
- Зарубин Аркадий Анатольевич (1970 г.р.) — выпускник экономического факультета МГУ им. М. В. Ломоносова, основатель аналитического агентства Abarus Market Research (Москва), учредитель издательства Agaar Media (Улан-Удэ). В 2006 г. внесен в энциклопедию «Кто есть кто в России». Соавтор книги «Путь Нимбу-ламы».
- Зарубин Николай Иванович — первый председатель колхоза им. Ульянова
- Зарубина Наталья Иннокентьевна — известный фермер в Бурятии (животноводство), входит в список 100 крупнейших фермеров России
- Кубчак Алим Григорьевич — чабан, награждён золотой медалью ВДНХ в 1983 году
- Леонтьев Кузьма Гаврилович — депутат Верховного Совета Бурятской АССР (1963 г.), заслуженный кукурузовод
- Протасов Дмитрий Афанасьевич — создал сквер между школой домом культуры. В 2012 году зарубинцы сквер превратили в парк и присвоили ему имя Дмитрия Протасова.
- Зарубин Николай Николаевич — Заслуженный учитель Республики Бурятия, Заслуженный учитель Российской Федерации, отличник народного просвещения РСФСР

### Документы о принятии памятников на государственную охрану
- № 624 — Постановление Совета Министров РСФСР от 04.12.74 г.
- № 379 — Постановление Совета Министров Бурятской АССР от 29.09.71 г.
- № 134 — Постановление Совета Министров Бурятской АССР от 26.05.83 г.
- № 242 — Постановление Правительства Республики Бурятия от 09.07.96 г.
- № 337 — Постановление Правительства Республики Бурятия от 28.09.01г.